# Vieux-Port de Bastia
Pour les articles homonymes, voir Vieux-Port et Bastia.
Le Vieux-Port de Bastia (U Vechju Portu, en corse) est un quartier historique et un port de plaisance de la ville de Bastia, en Corse.

## Description
Ce quartier pittoresque de Bastia est un ancien quartier populaire historique de la ville, devenu un lieu convoité par les touristes, les patrons de bars et de restaurants.

Vieux-Port et nouveau port de Bastia
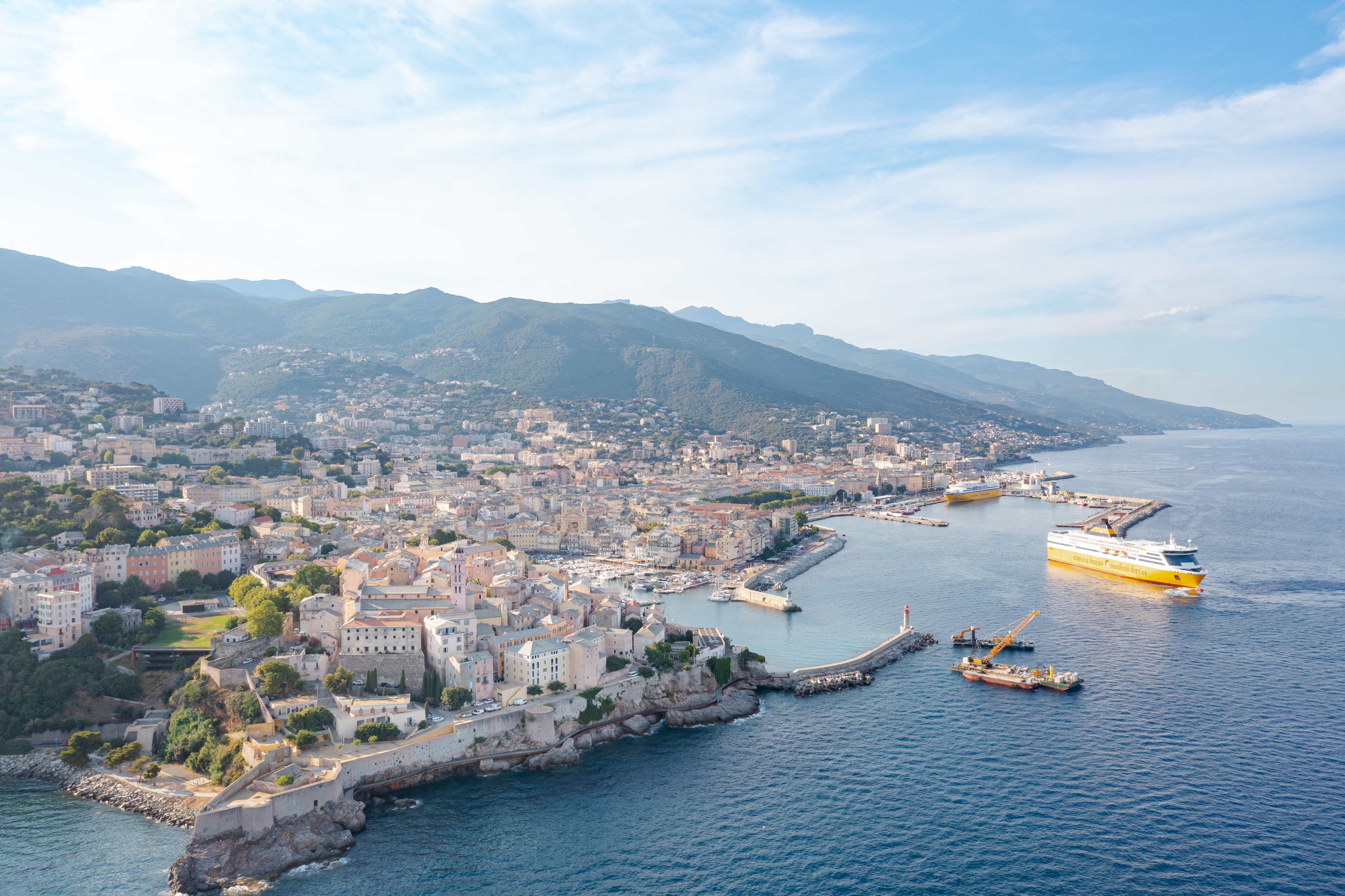
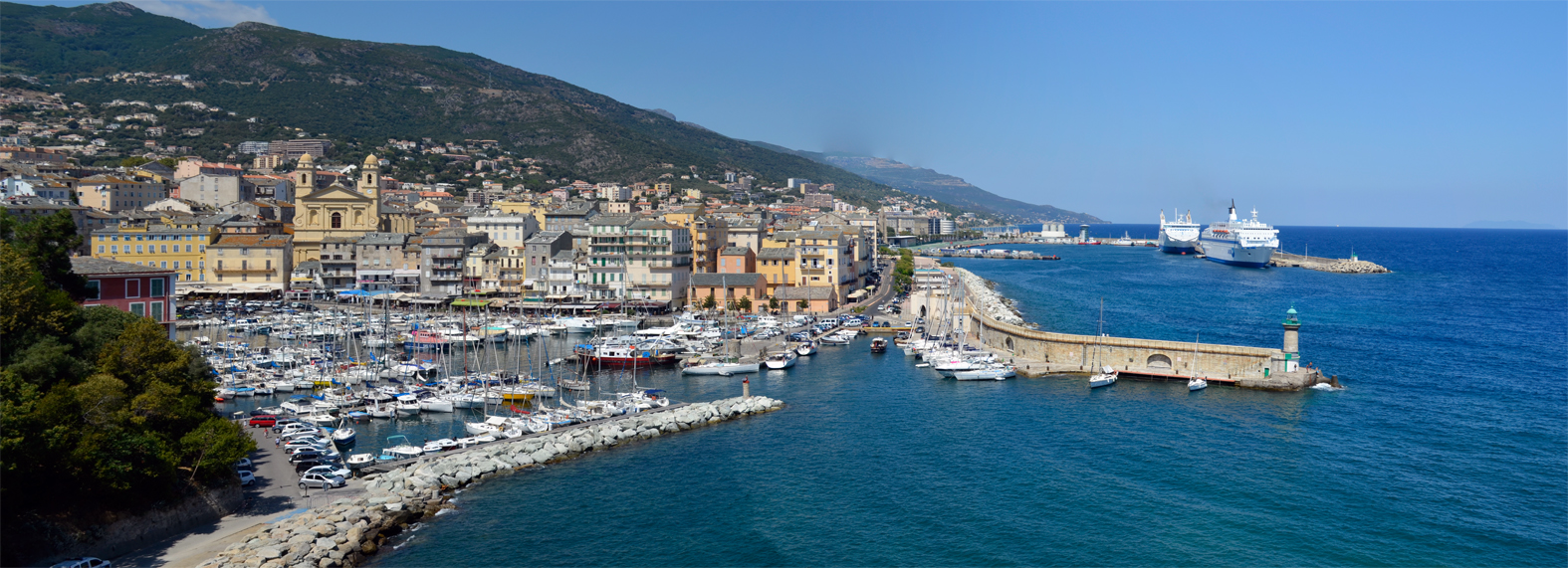

## Appellation
Il était aussi appelé Terra Vechja (Vieux Quartier ou Vieille Terre, en corse) en opposition à Terra Nova (Terre Nouvelle ou Nouveau Quartier), c'est-à-dire quartier de la citadelle, dont la construction au XIVe siècle est plus tardive que le Vieux-Port.

## Géographie
Le Vieux-Port de Bastia est fondé dans une petite anse naturelle protégée de la mer et des vents, au pied du cap Corse et de la citadelle de Bastia (du promontoire du Tragone).

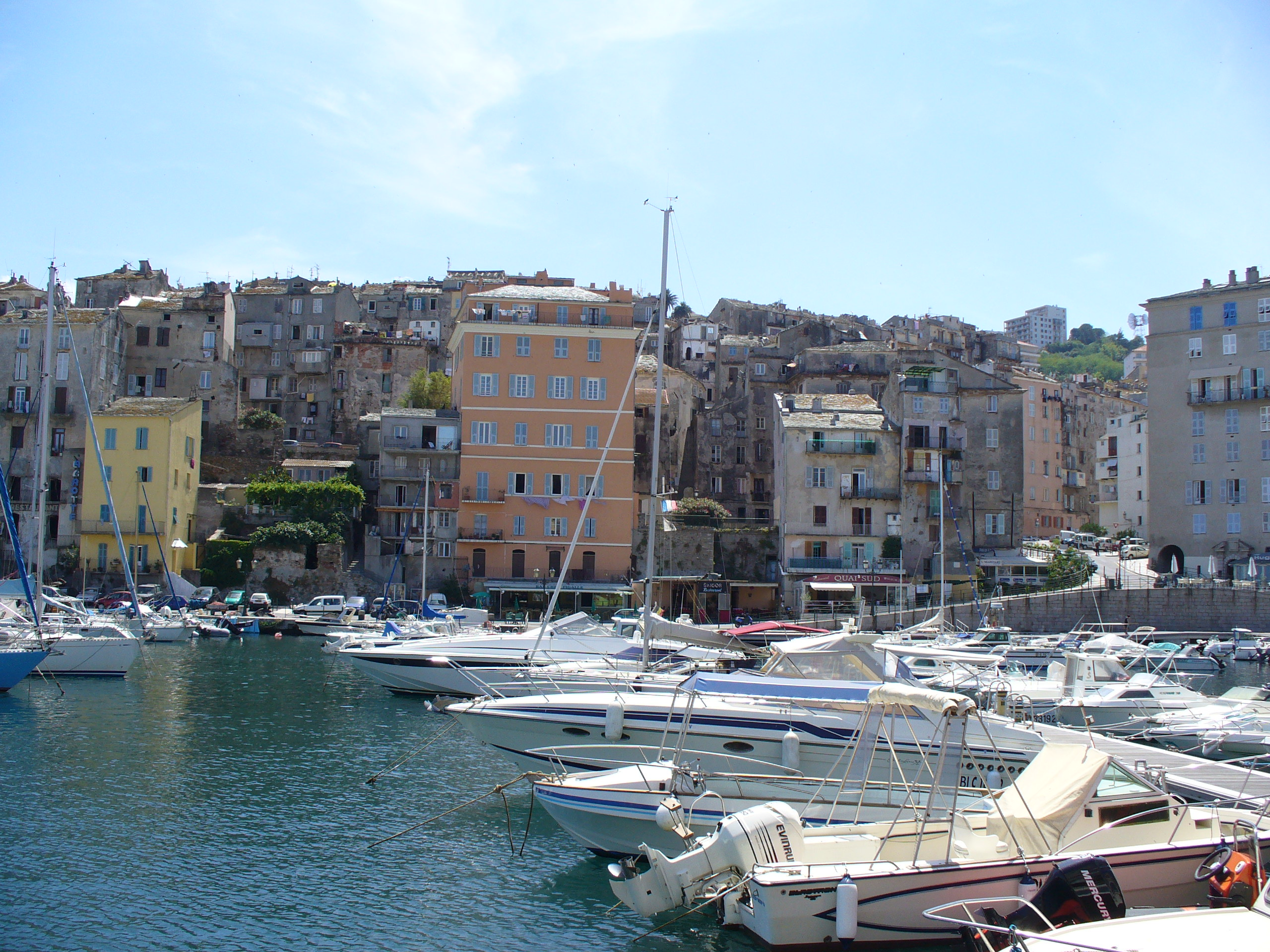
Maisons du U Puntettu de la rive sud
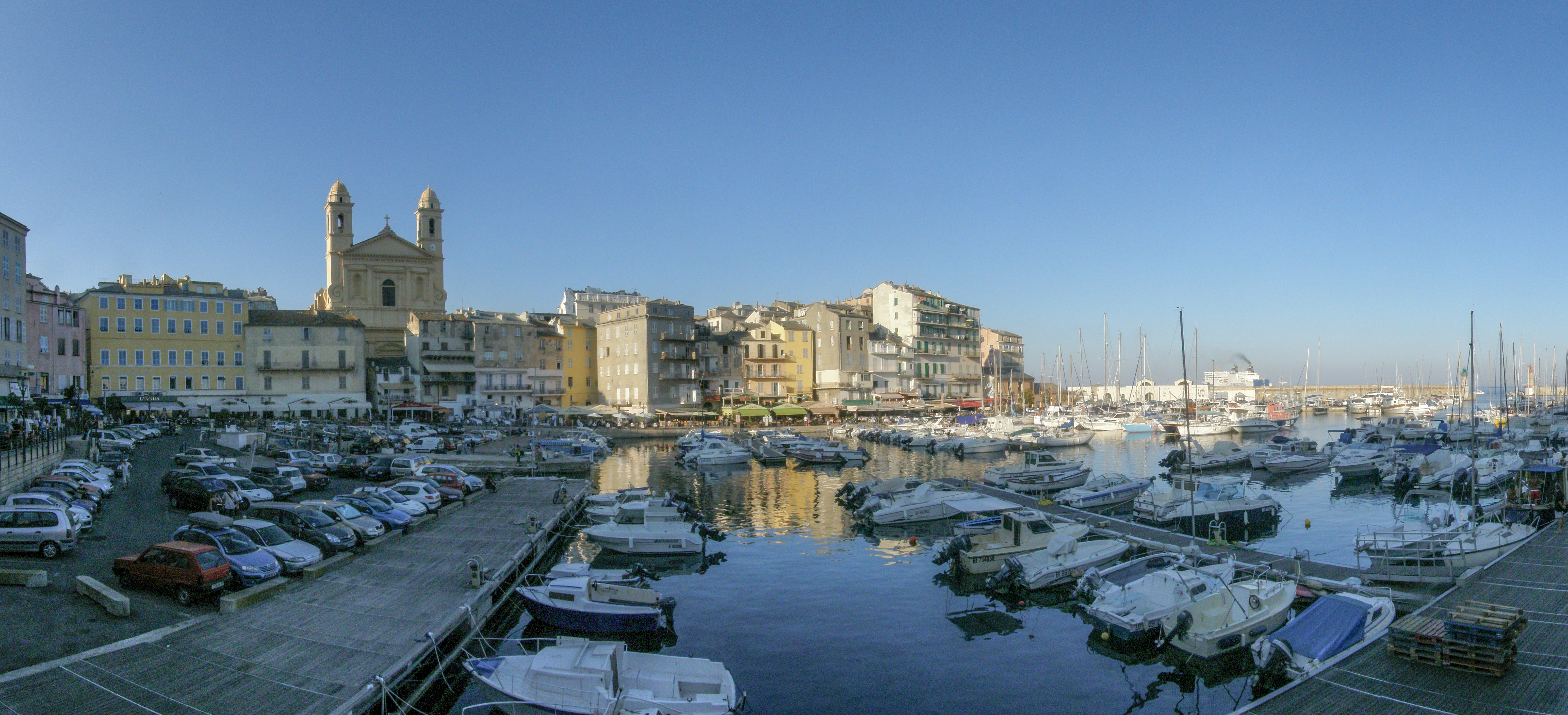
Vue panoramique du Vieux-Port de Bastia

La rive sud du Vieux-Port porte le nom de U Puntettu. Ce quartier fait le lien entre la ville haute et la ville basse de Bastia.

## Histoire

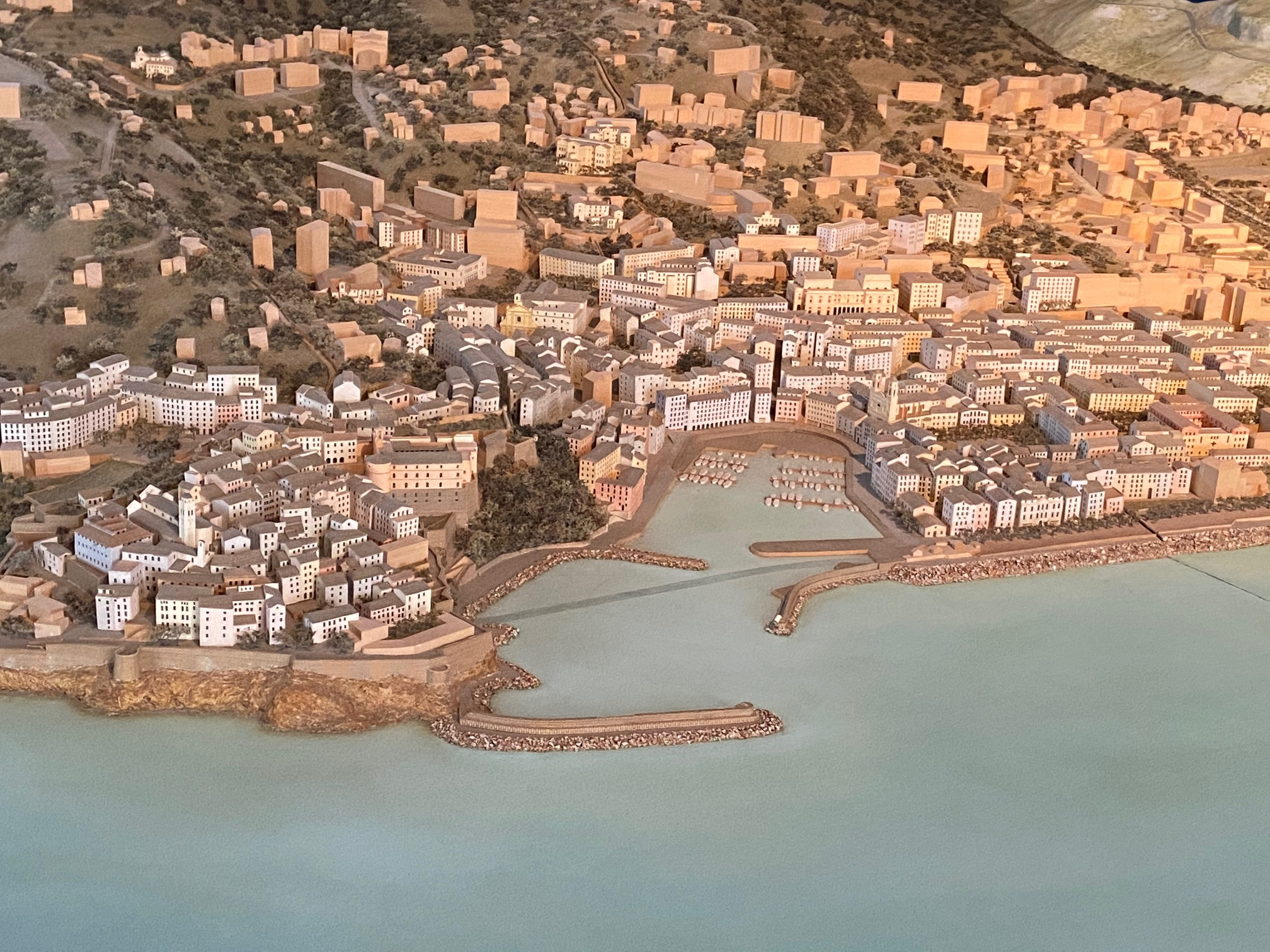
Maquette du Vieux-Port, du musée de Bastia.

Il est difficile de déterminer avec précision la date de création du Vieux-Port. Les plus anciennes données connues relatent la fondation du Castello della Bastia, en 1380, par les Génois de la république de Gênes, à une période où Bastia est sous domination génoise ; le Vieux-Port est alors une petite marine de pêcheurs, appelée Portu Cardu.

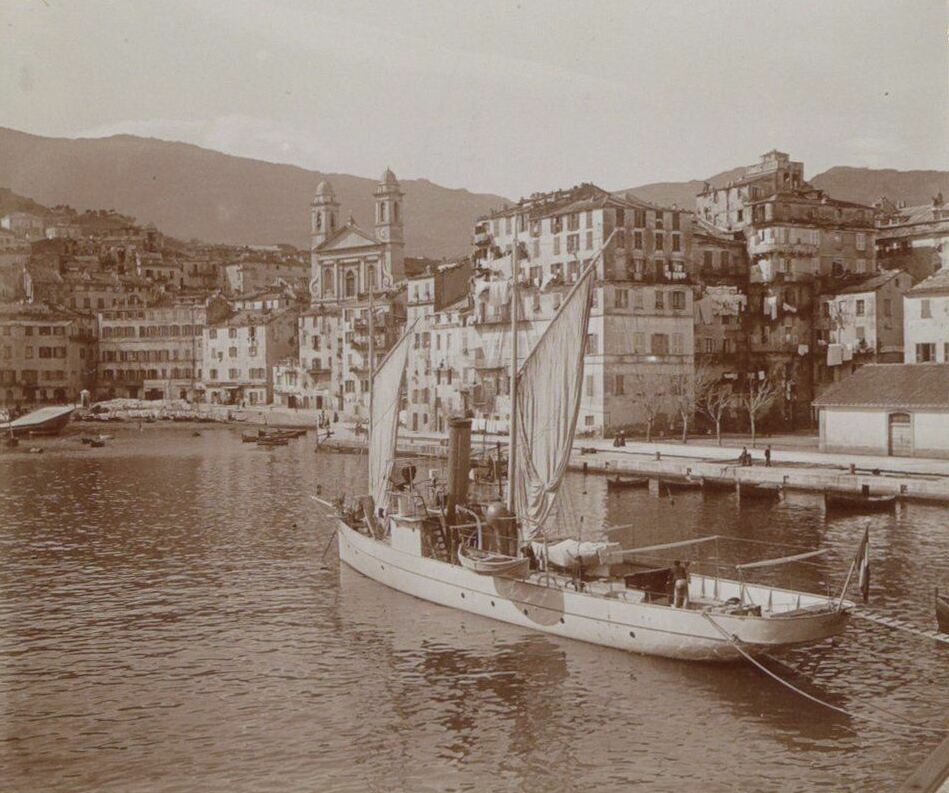
A Marina, devant l'église Saint-Jean, vers 1900.

### A Marina di Portu Cardu

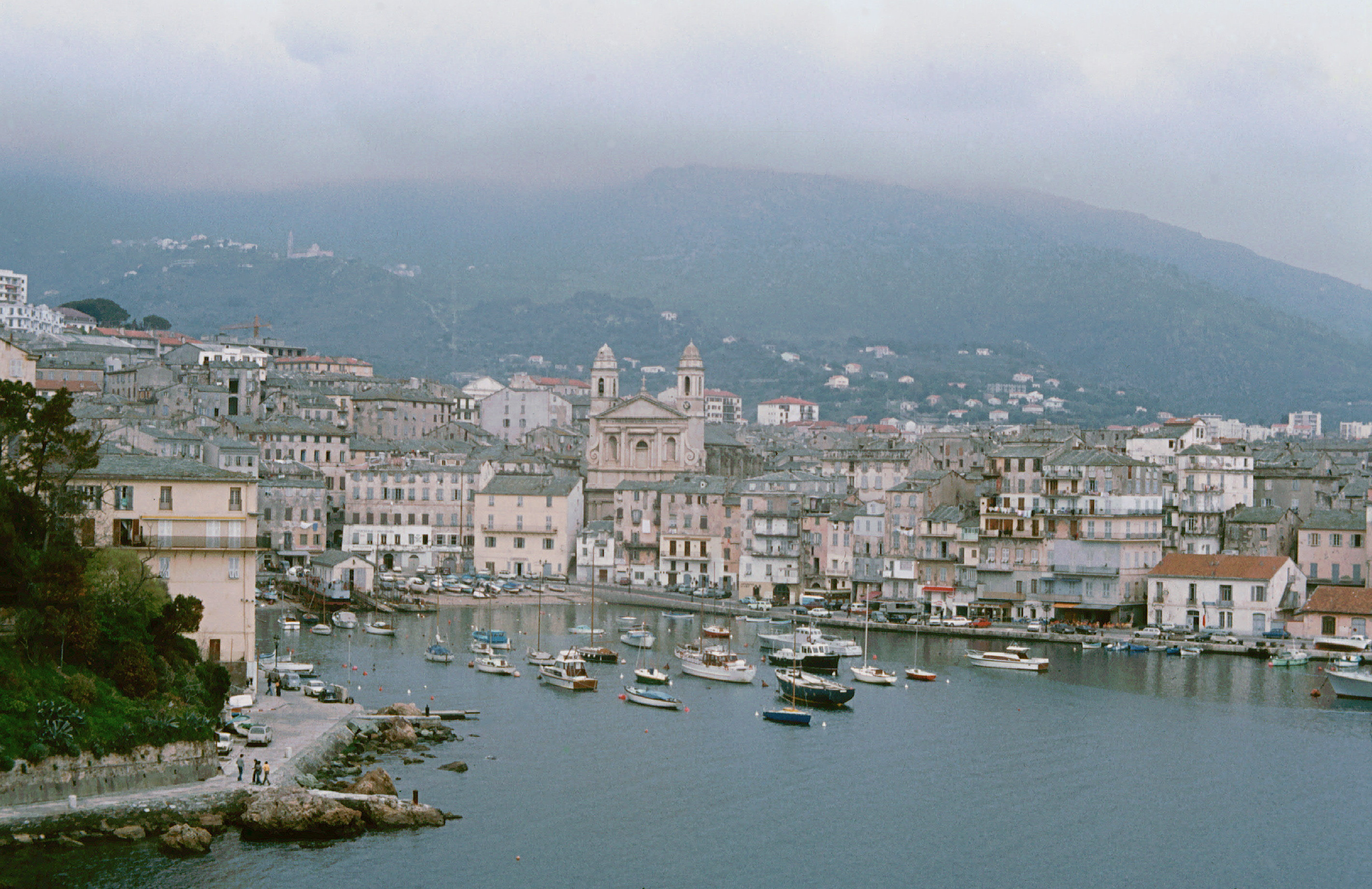
Vieux-Port et A Marina (1974)

Pour les Bastiais, A Marina est le nom de l'espace situé devant l'église Saint-Jean-Baptiste. Aujourd'hui parking, il est resté longtemps une plage de sable en forme de cale en pente de mise à l'eau où les pêcheurs avaient leurs bateaux.
C'est autour de cet endroit que se trouvait Portu Cardu. On y trouvait quelques entrepôts et cabanes de pêcheurs. Ce n'était pas à proprement parler un village, mais une marine pour les habitants du village de Cardu, sur les hauteurs de Bastia.
Du côté sud du promontoire de la citadelle se trouvait une autre marine, appelée Portu Vechju, qui était celle d'un autre village situé sur les hauteurs de Bastia, appelé Belgudè. Ce village se trouvait autour de l'actuel fort de Monserratu, toujours visible aujourd'hui.

### Après l'implantation génoise: Terra Vechja et Terra Nova

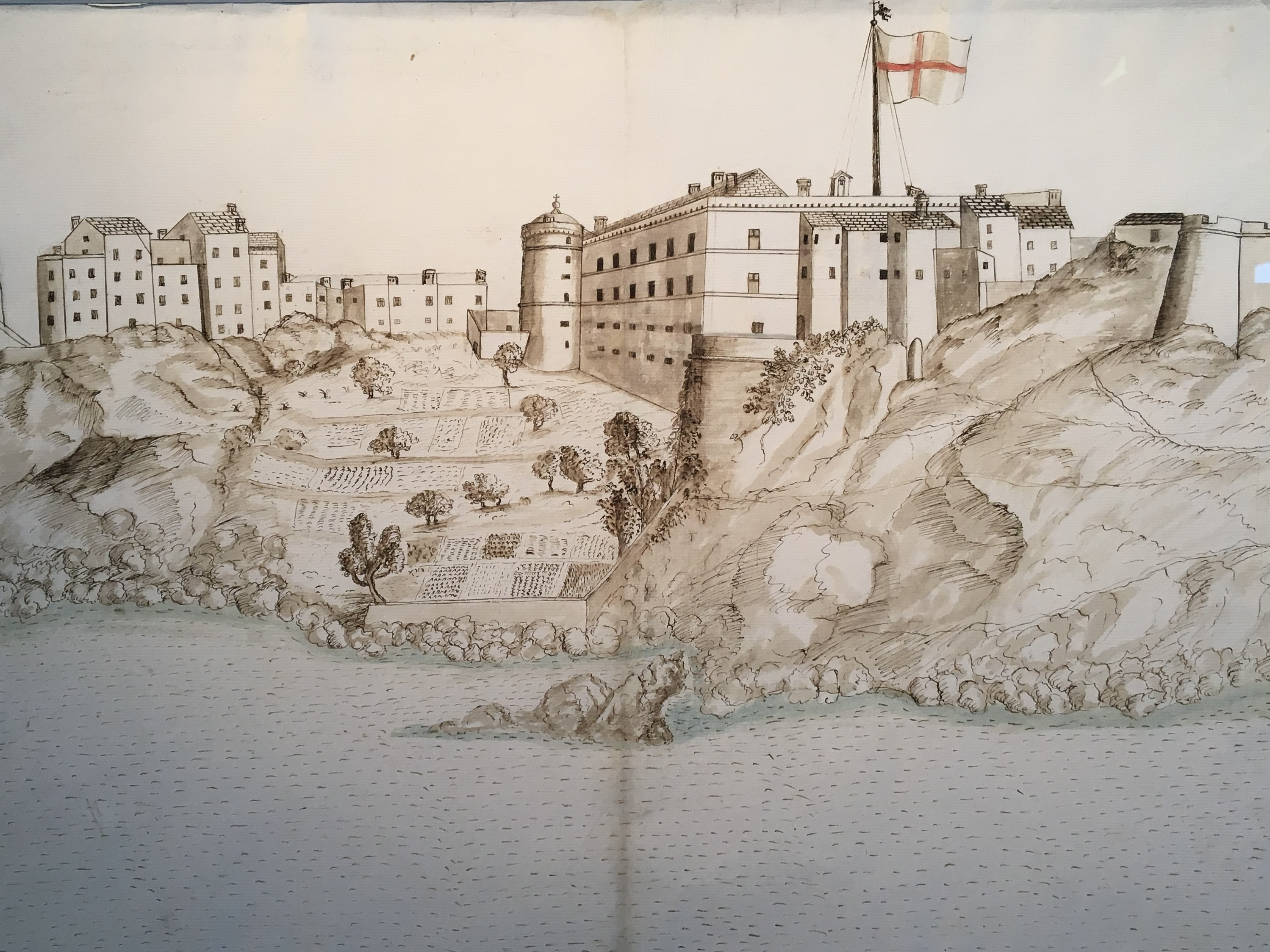
Dessin génois de la citadelle de Bastia, vers 1600-1668

Avec l'implantation génoise à la Citadelle en 1380, le Vieux-Port prend de l'ampleur. Un siècle après la fondation du premier château (appelé Il Fortino ou Castello della Bastia) la ville haute, Terra Nova se développe : une vingtaine de maisons y sont construites. La ville basse, Terra Vechja, en profite également. Bastia devient le lieu de résidence des gouverneurs génois, précédemment installés au château de Biguglia.
Les Génois avaient besoin d'une fortification proche de la mer où ils pouvaient contrôler le commerce maritime et bénéficier des renforts militaires rapidement en cas de besoin. C'est alors que la nature de la petite marine de Portu Cardu change pour devenir un vrai port pouvant accueillir des bateaux de plus grande dimension. Le quai nord, appelé A Sanità, est le premier aménagé.

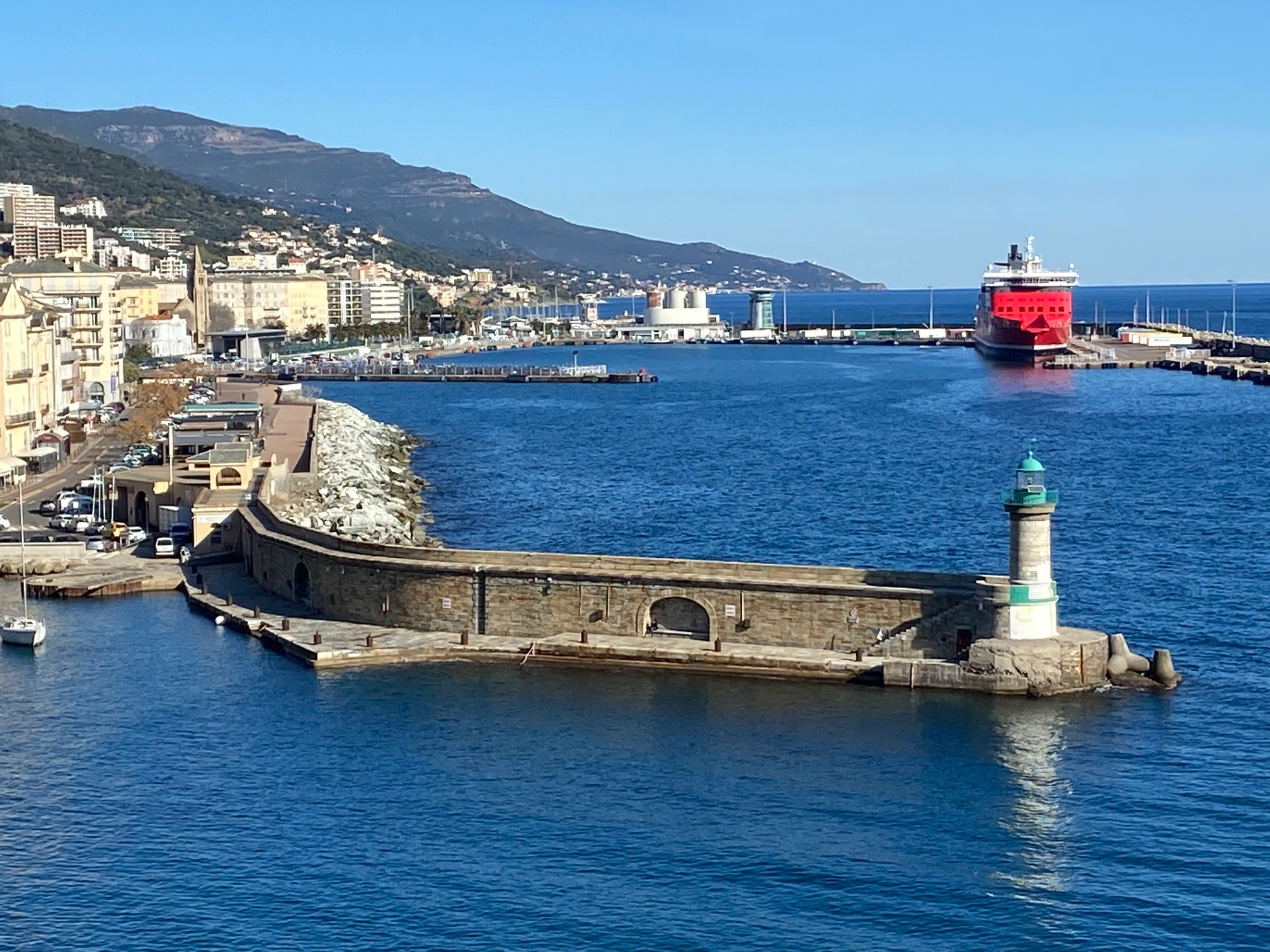
Môle génois

### Et la marine devient un port: le môle génois

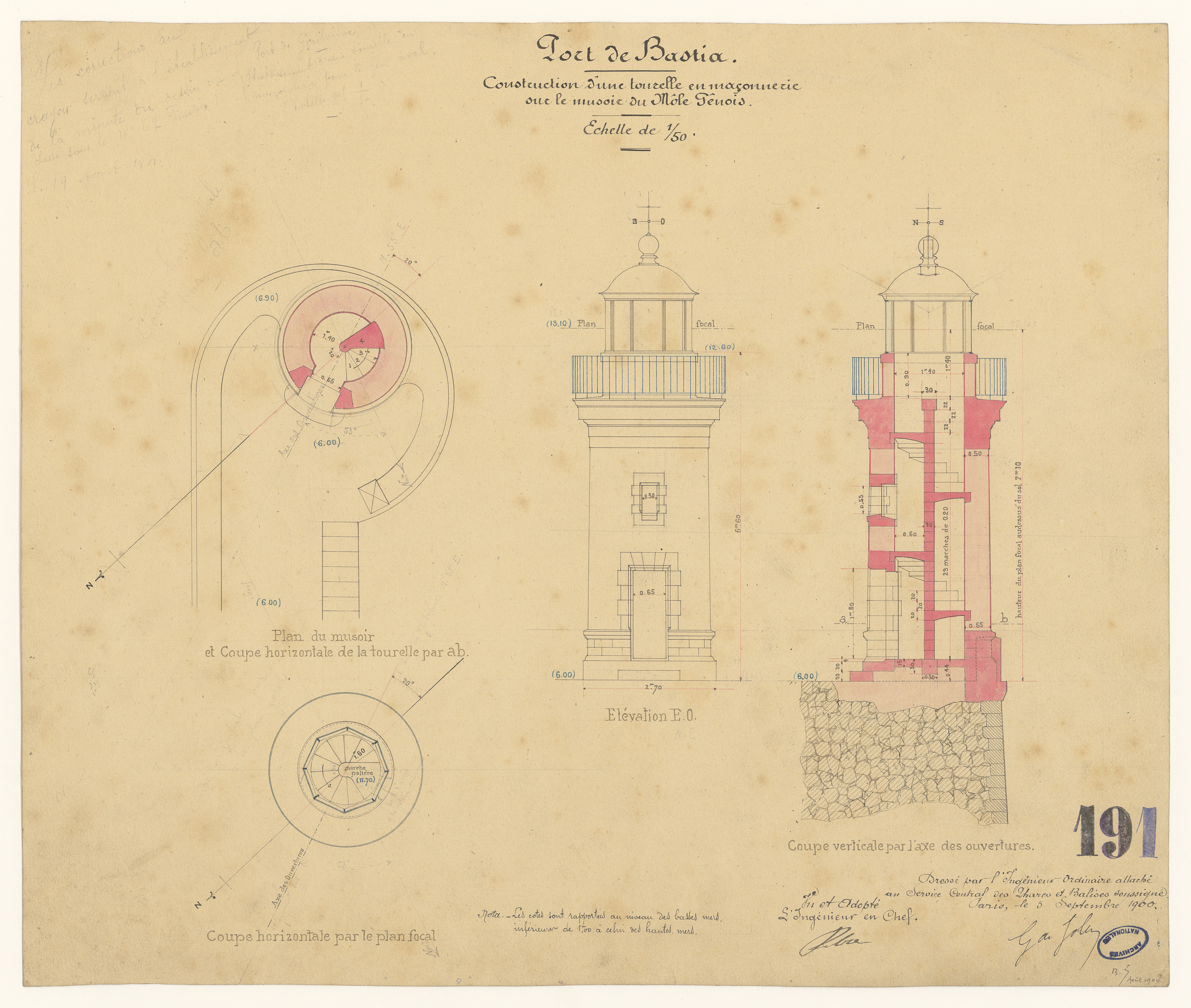
Plan de construction d'une tourelle en maçonnerie sur le musoir du môle Génois (1900)

Ce n'est qu'à la fin du XVIIe siècle que la petite marine de Portu Cardu devient un véritable port. En 1670, les Génois entreprennent la construction d'une jetée permettant d'accueillir davantage de bateaux.
Elle porte le nom de môle génois, ou de Molu à a Madunnetta, du nom de la statue de la Vierge qui est entreposée dans un pan de mur de la jetée.

### Construction de la jetée sud
La jetée sud du Vieux-Port est construite bien après le môle génois. Elle est achevée en 1863. C'est également à ce moment-là qu'est rasé le gros rocher du Lion, qui se trouvait au pied du jardin Romieu (et de son escalier Romieu) et qui entravait la circulation des bateaux dans le port.

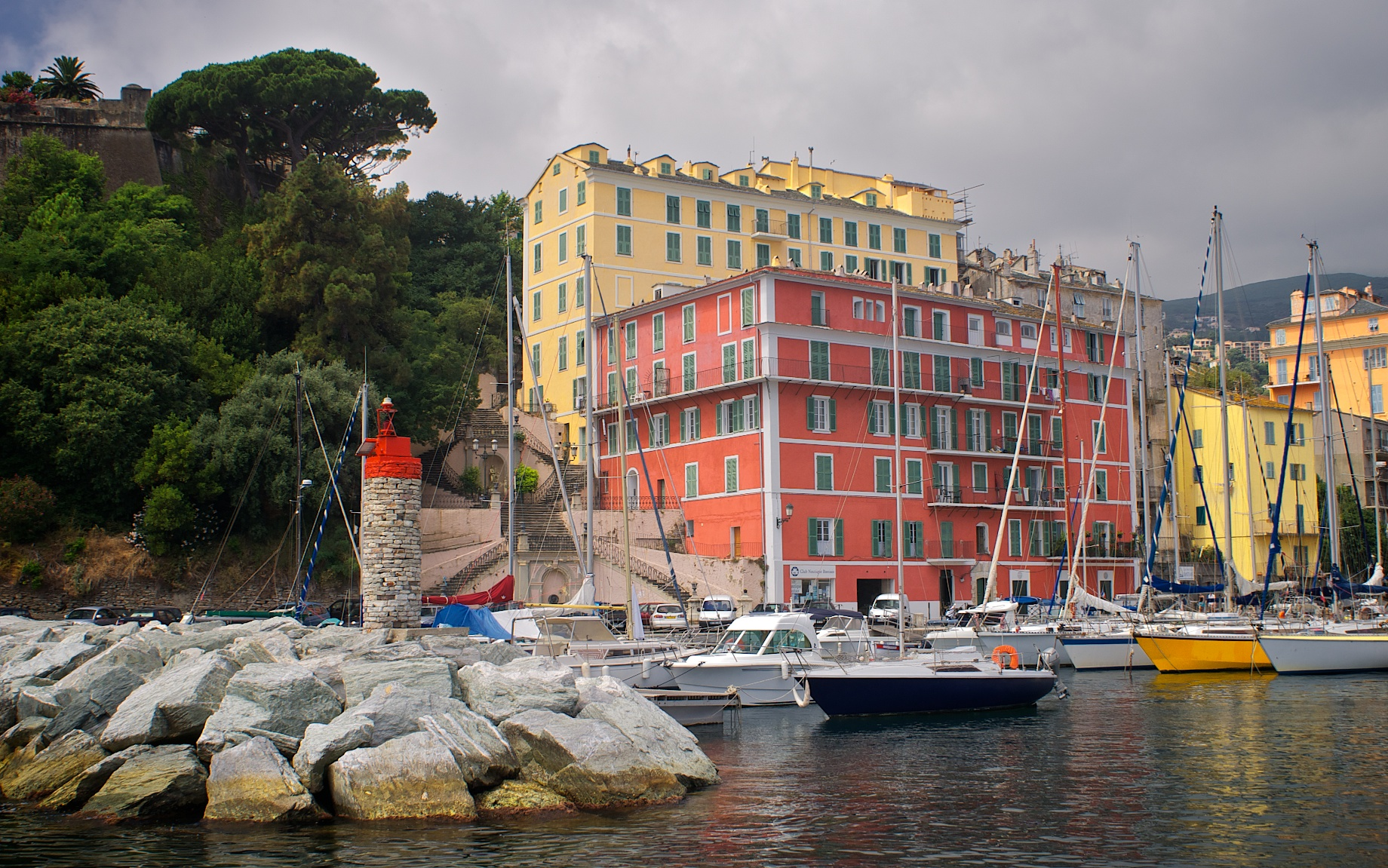
Escalier Romieu d'accès au palais des Gouverneurs et citadelle de Bastia
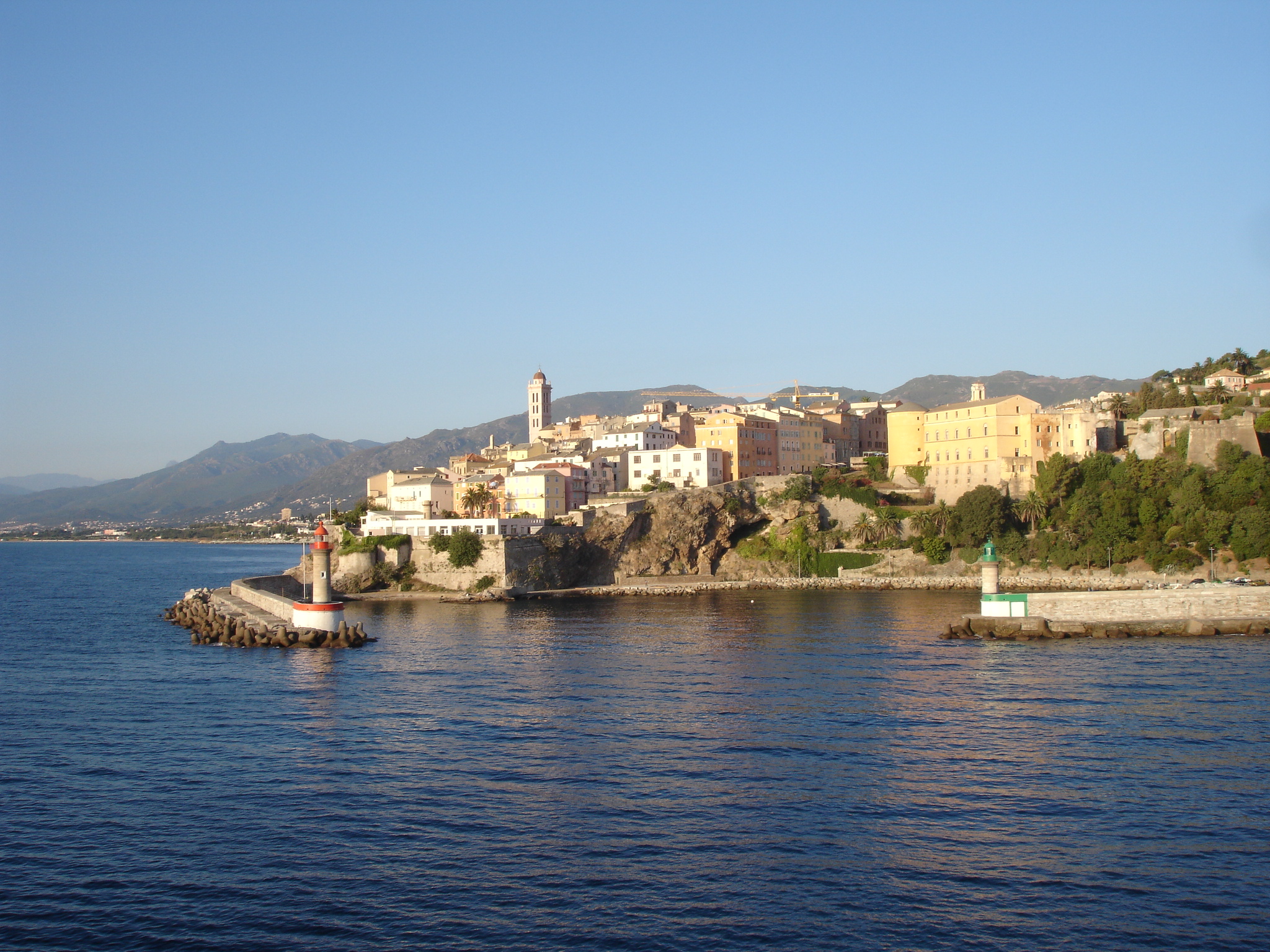
Entrée du port de Bastia, entre la jetée sud et le môle génois
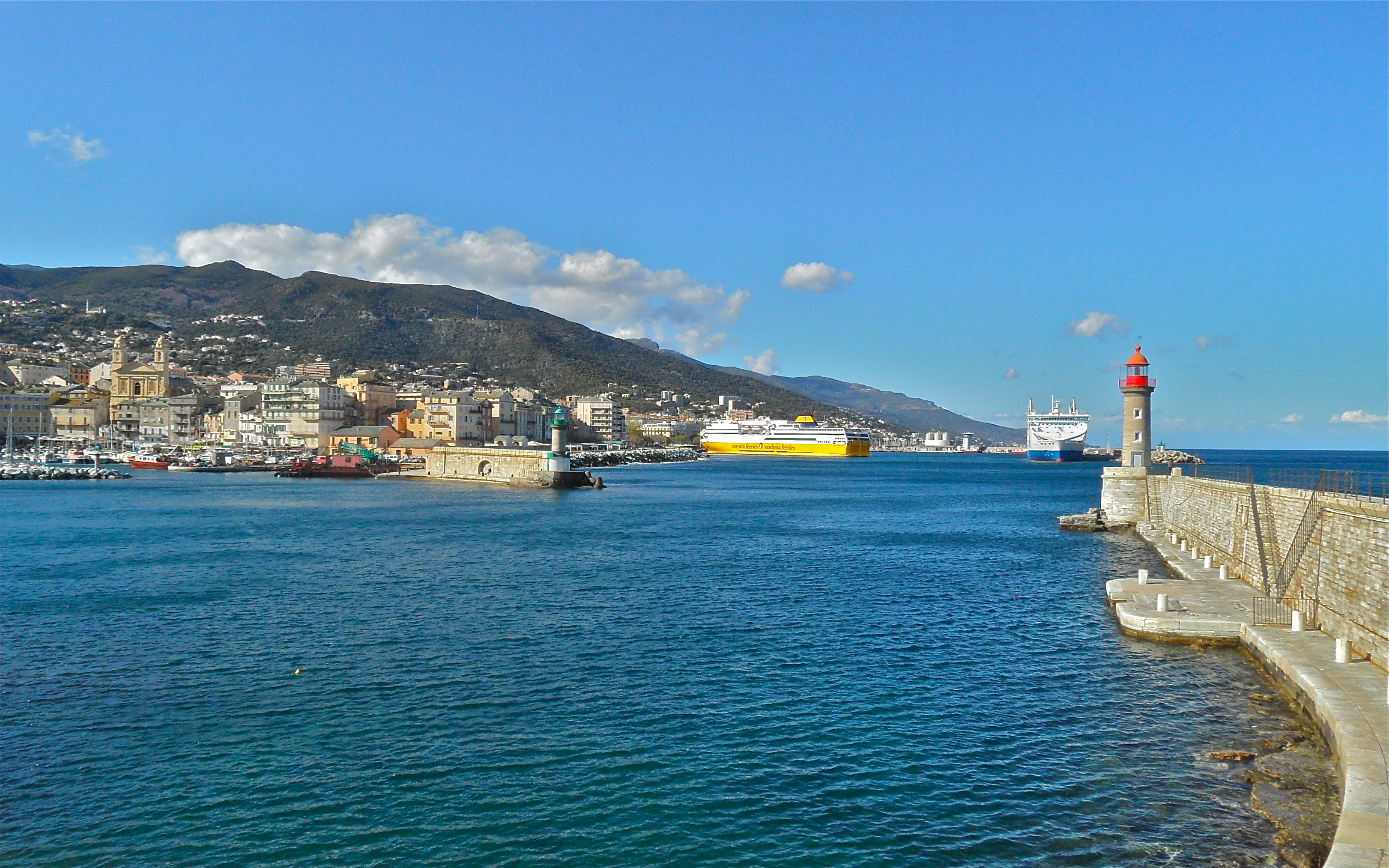
La jetée sud : U Molu di u Tragone ou mole du Dragon
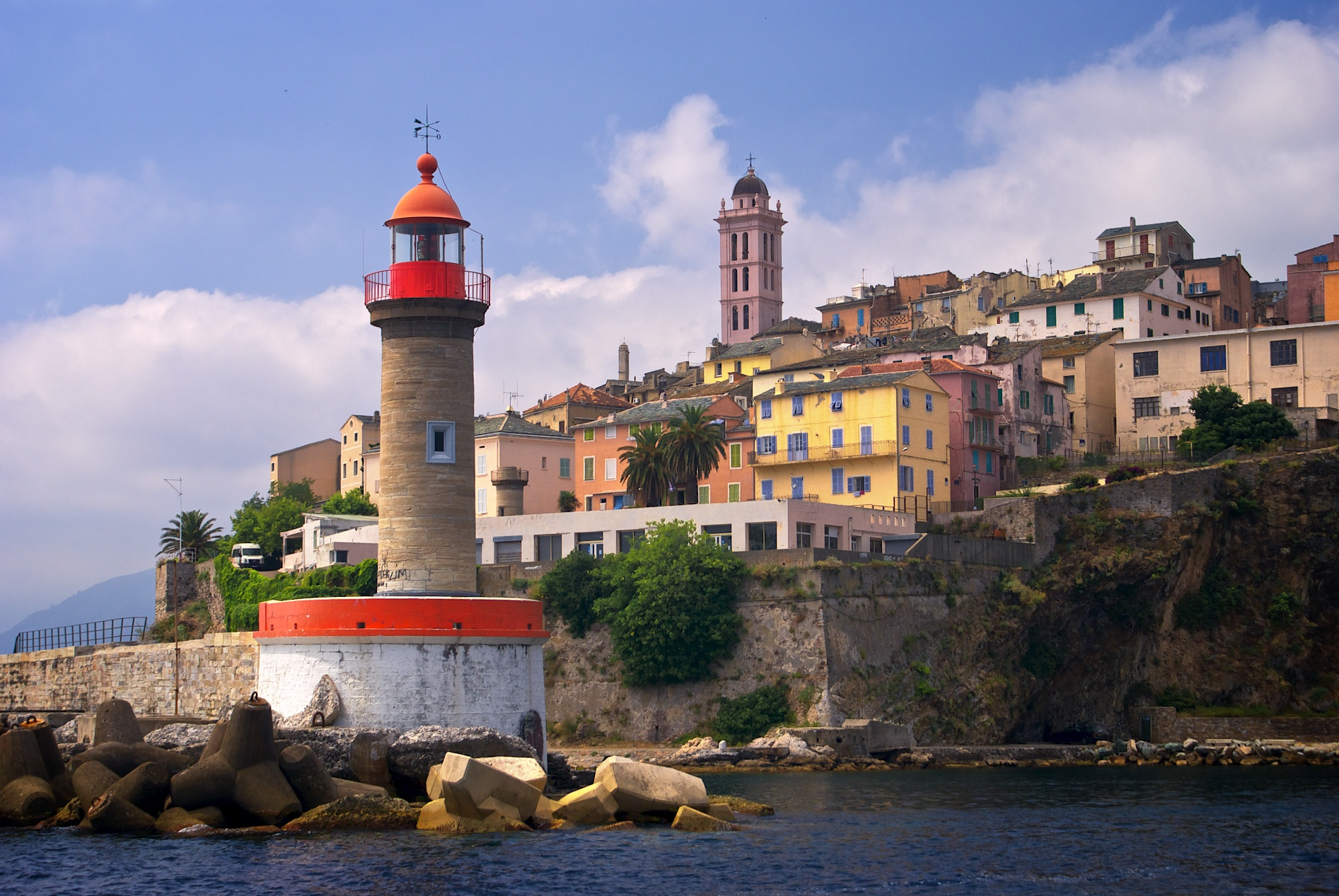
Le phare rouge à la sortie du Vieux-Port

De cette époque date l'aménagement du quai sud, aujourd'hui quai Albert Gillio. Jusqu'alors il n'était qu'un amoncellement de rochers.
La jetée du Dragon tient son nom de la déformation du nom corse tragone, signifiant ravin.
U  Tragone était le nom du promontoire rocheux dominant le Vieux-Port, sur lequel ont été bâtis les remparts de la Citadelle.

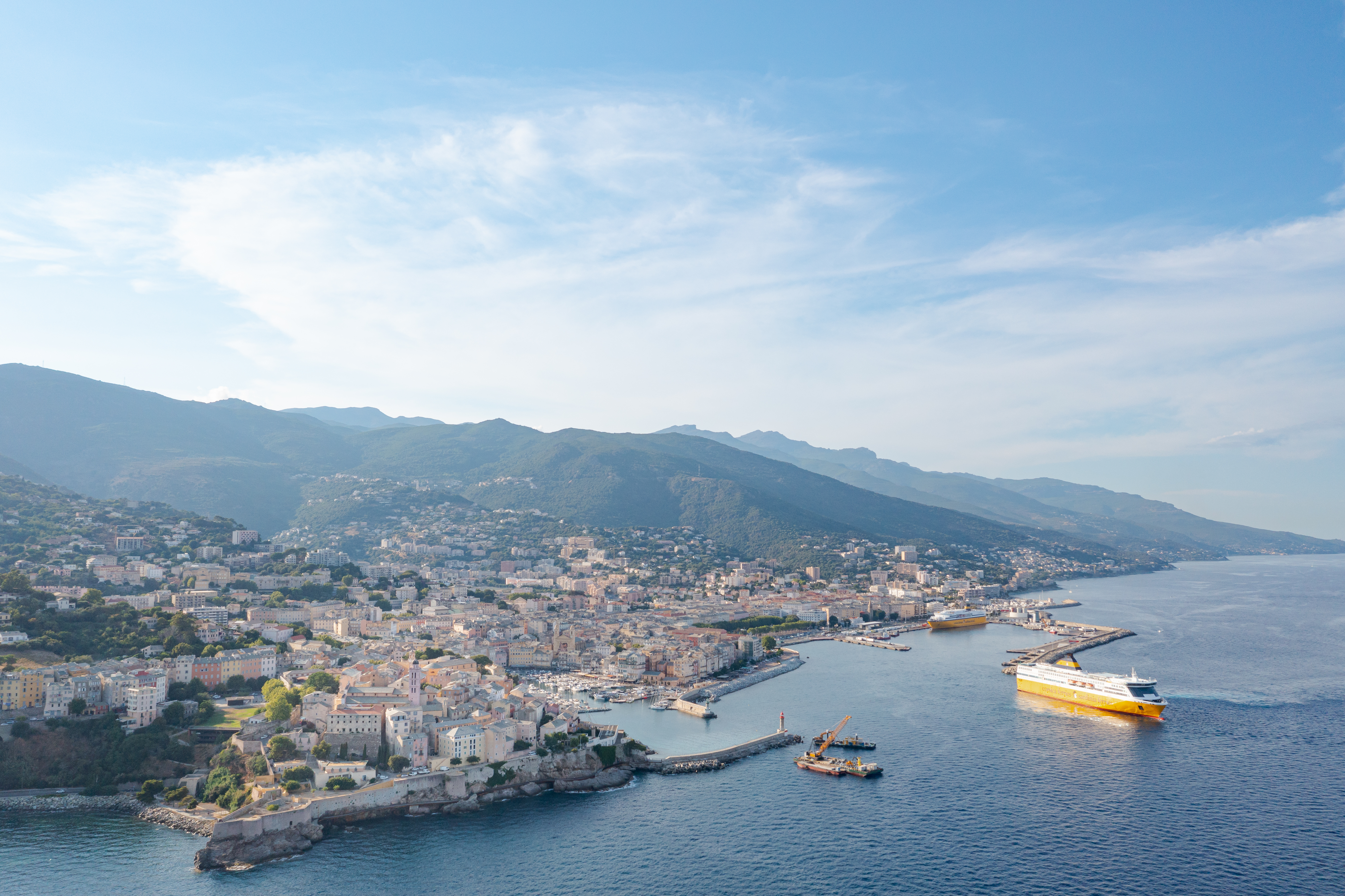
Vue aérienne du Vieux-Port et du port moderne de Bastia.

### Le port moderne
L'important port moderne de commerce de Bastia est inauguré en 1972, puis étendu avec le temps, pour faire face à la saturation du Vieux-Port, et pour développer une importante activité maritime de fret, de navires de croisière touristiques, et de liaisons maritimes régulières de ferrys avec les ports du continent de Marseille, Nice, Toulon et Livourne en Italie, avec plusieurs compagnies maritimes, dont Corsica Ferries et La Méridionale.

## Points d'intérêt
Plusieurs lieux d'intérêts sont localisés dans le quartier du Vieux-Port :

### Édifices religieux

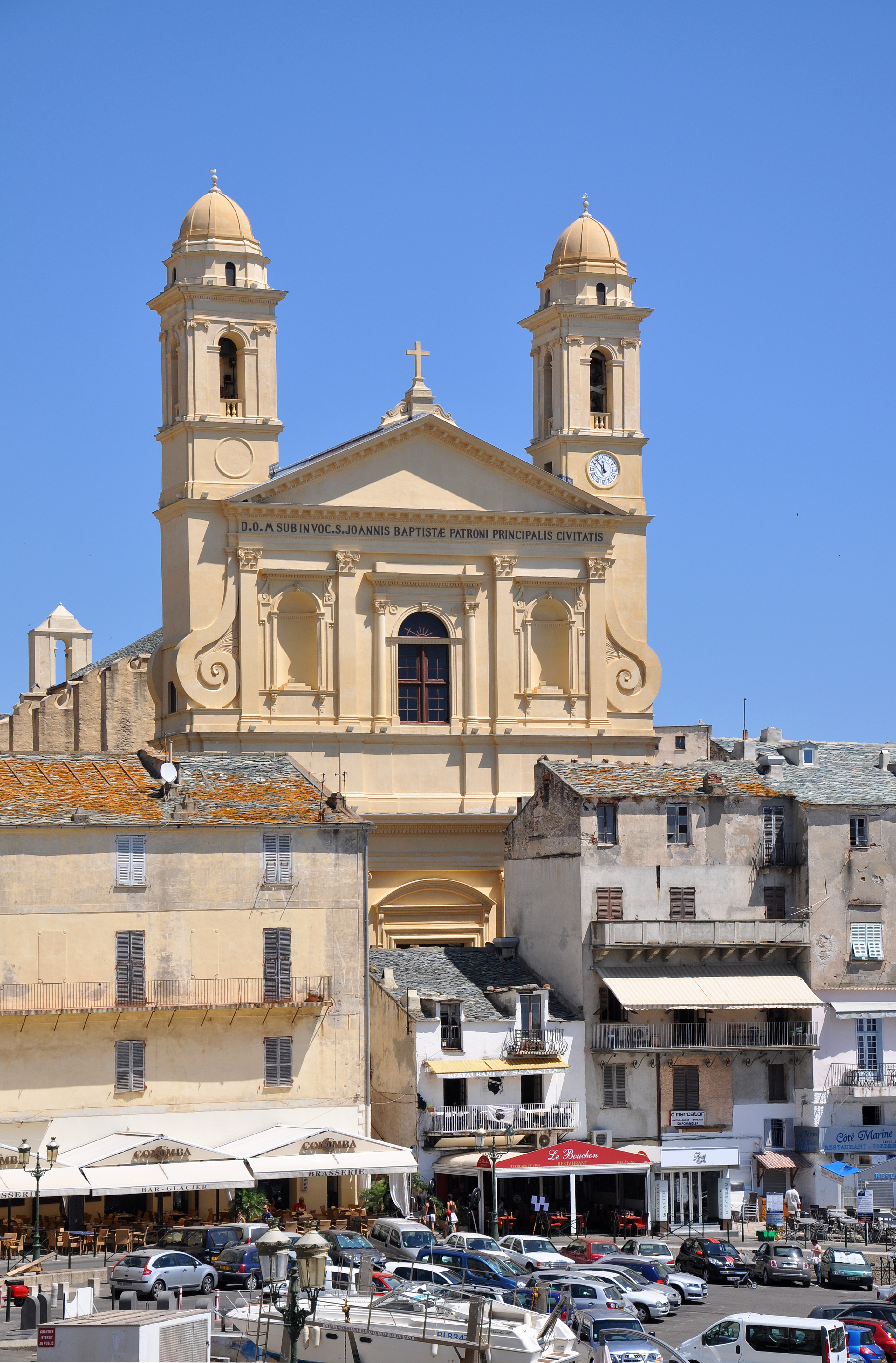
Église Saint-Jean-Baptiste de Bastia, avec ses deux clochers

#### L'église Saint-Jean Baptiste (San Ghjuvà)
Cette église baroque, du quartier de Terra Vechja, est construite entre 1636 et 1666, sur le site d'une ancienne église, avec un intérieur richement décoré. Ses deux clochers ont été construits postérieurement : celui de gauche en 1810, celui de droite en 1864. L'édifice est classé aux monuments historiques de Bastia depuis 2000.

### Maisons historiques

#### La maison Castagnola
La maison appartenait à l'origine à la famille Castagnola, originaire de Ligurie. Elle a été construite à la fin du XVIe siècle. Elle est célèbre pour l'inscription « Col tempo » (Avec le temps, en italien) sur sa façade, au-dessus de l'entrée du côté de l'actuelle rue des Terrasses. La tradition orale dit que cette devise était une réponse à la famille Cardi, famille rivale des Castagnola dont l'immeuble, plus haut, est situé juste en face.

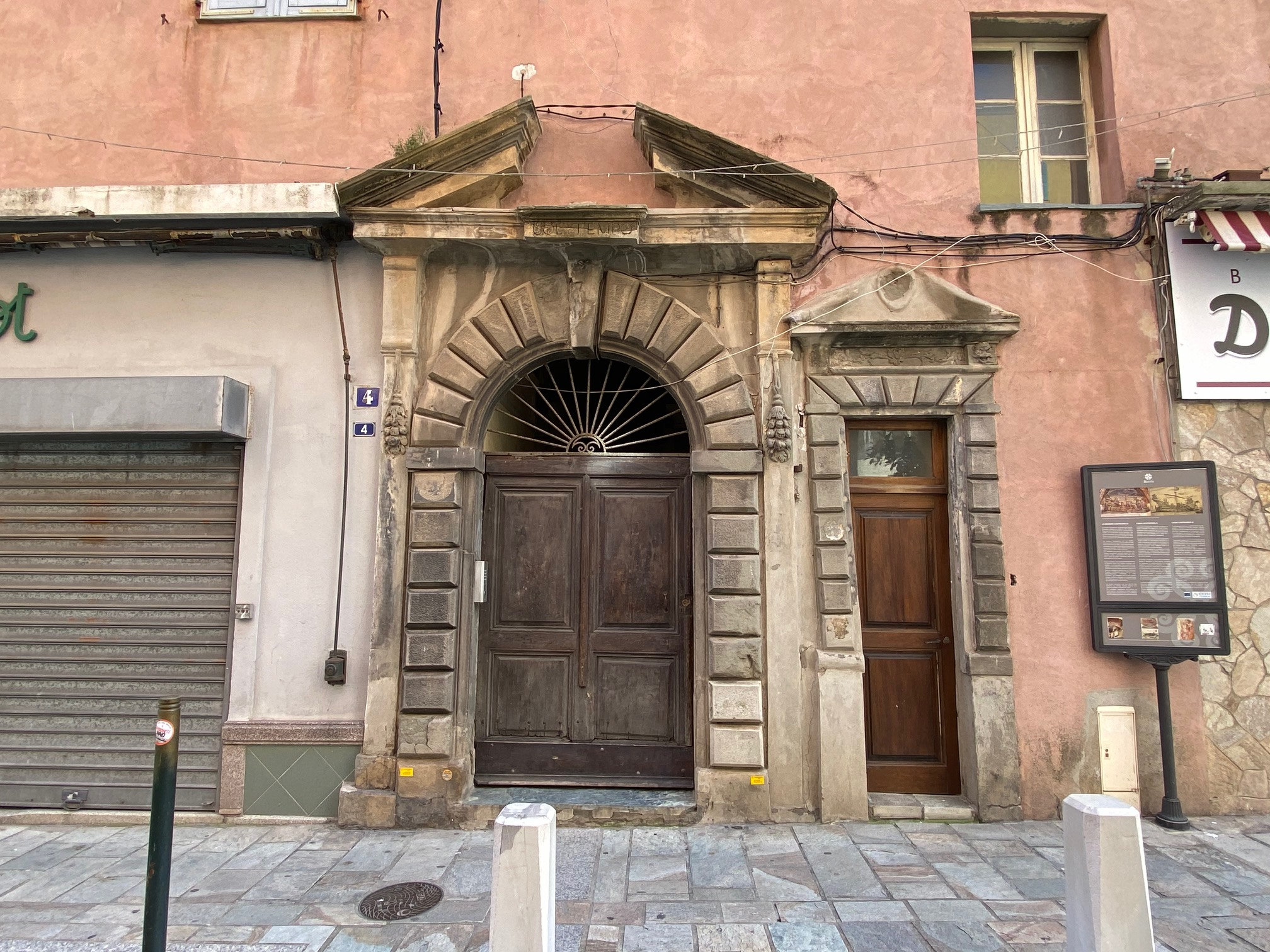
Entrée principale de la Casa Castagnola
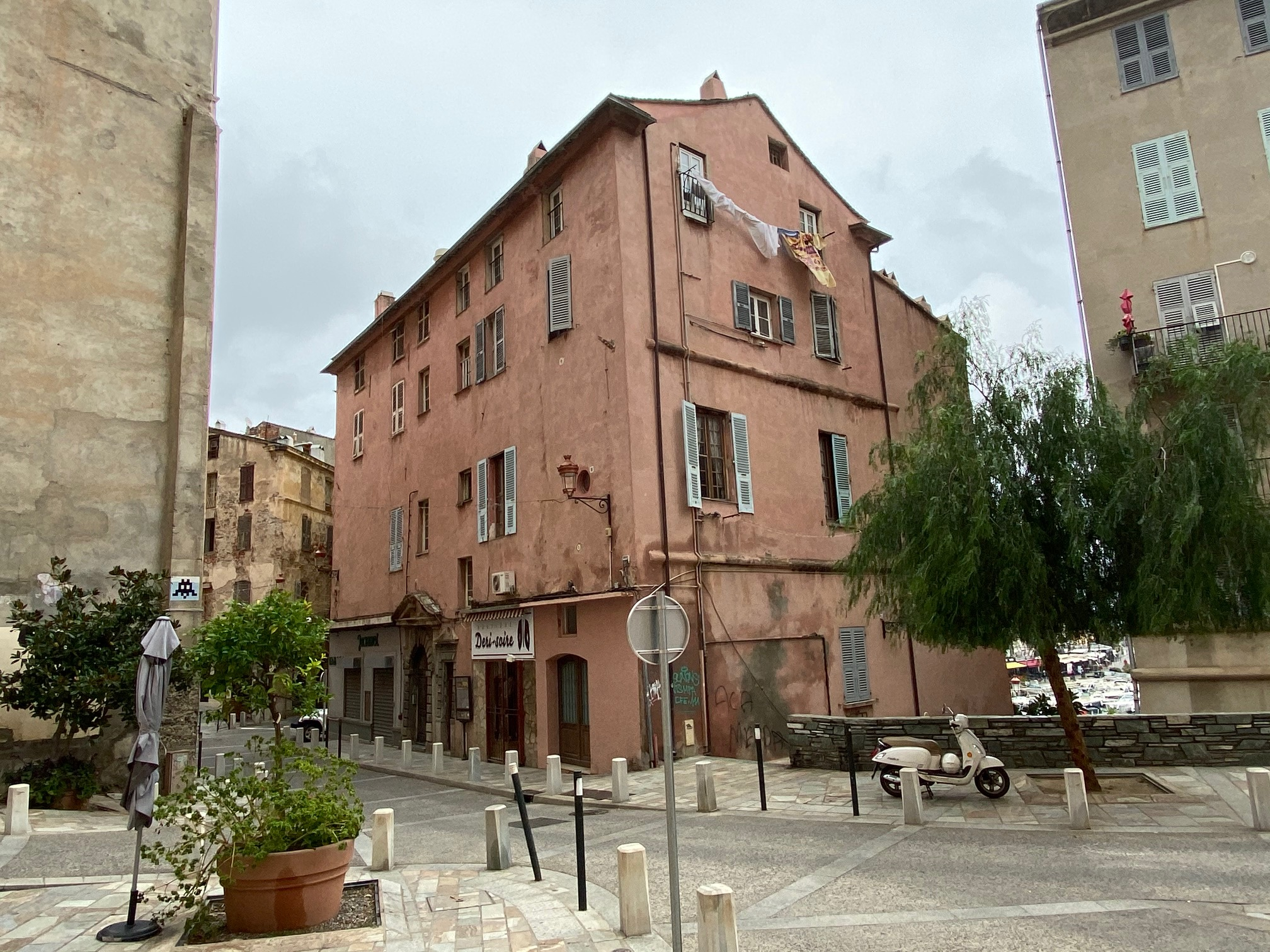
Casa Castagnola
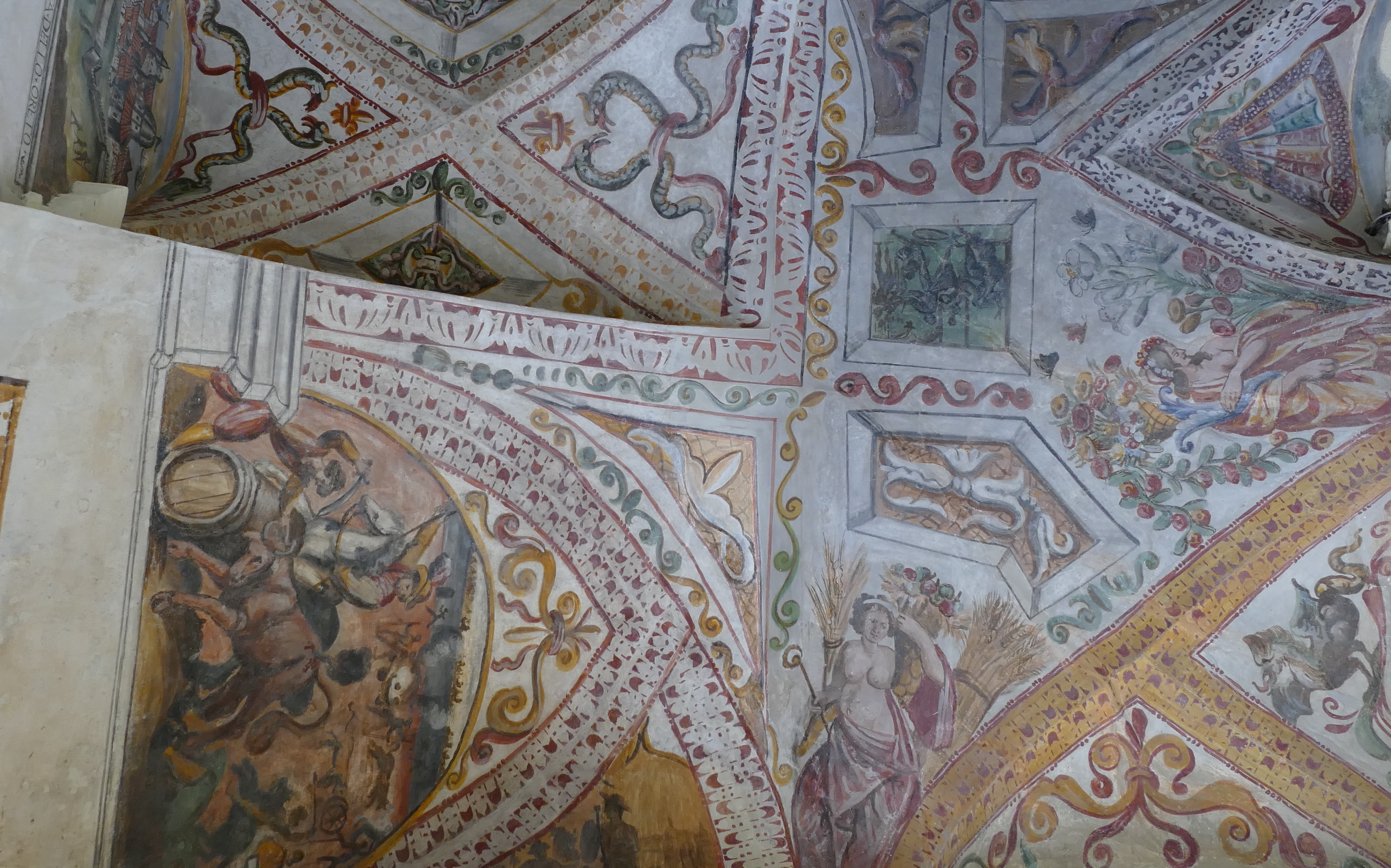
Fresques dans la maison Castagnola
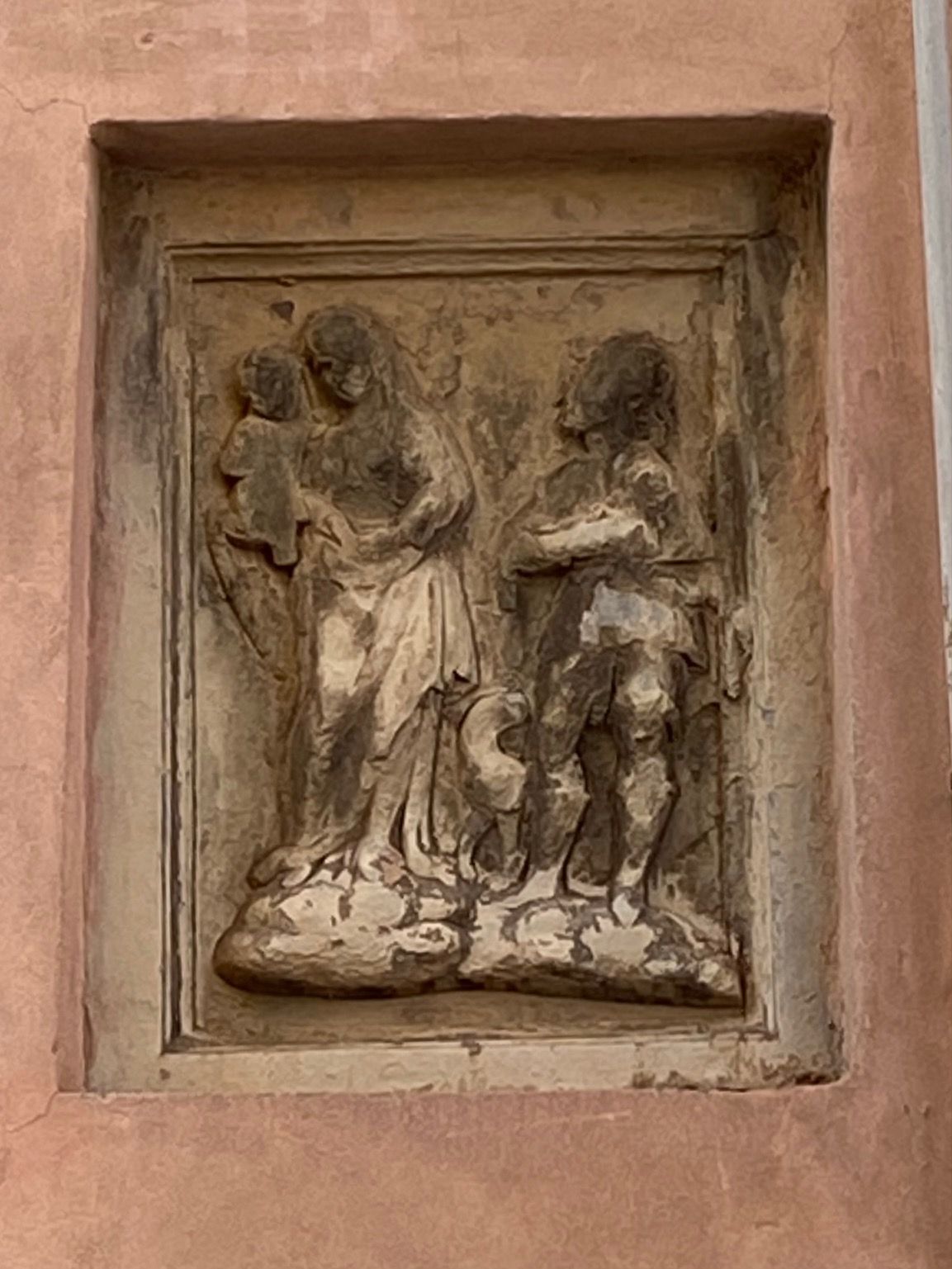
Bas-relief dans une façade de la Casa Castagnola représentant San Roccu

Dans l'une de ses entrées on peut y voir des fresques datées du XVIIe siècle.
Sur la façade nord on peut y voir un bas-relief représentant Saint-Roch, protecteur des épidémies. Il est le souvenir d'une épidémie de peste qui a frappé la ville en 1569. La légende dit que la peste aurait épargné la ville et que l'épidémie se serait arrêtée à cet endroit.

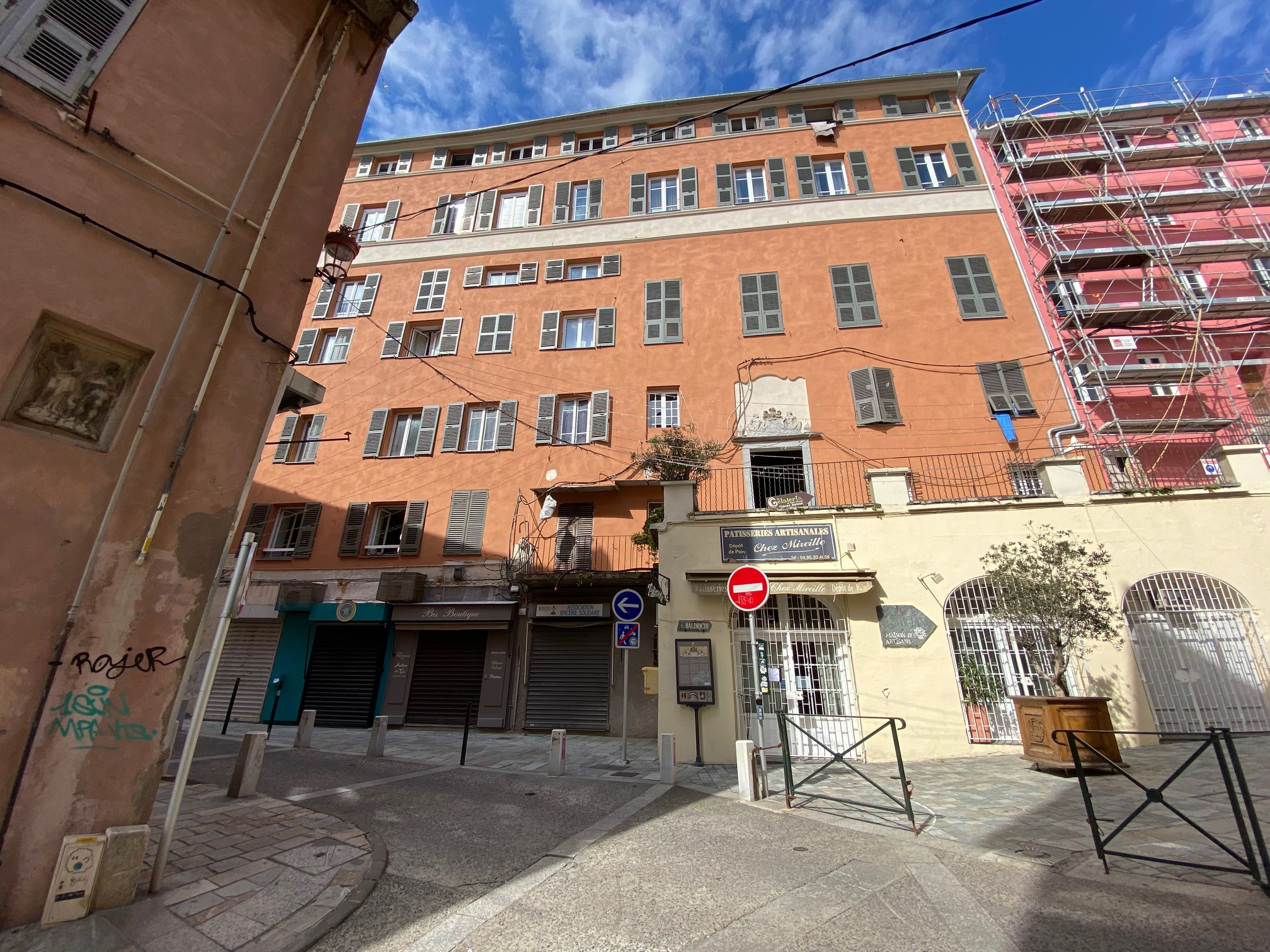
Maison Cardi-Sansonetti

#### La maison Cardi-Sansonetti

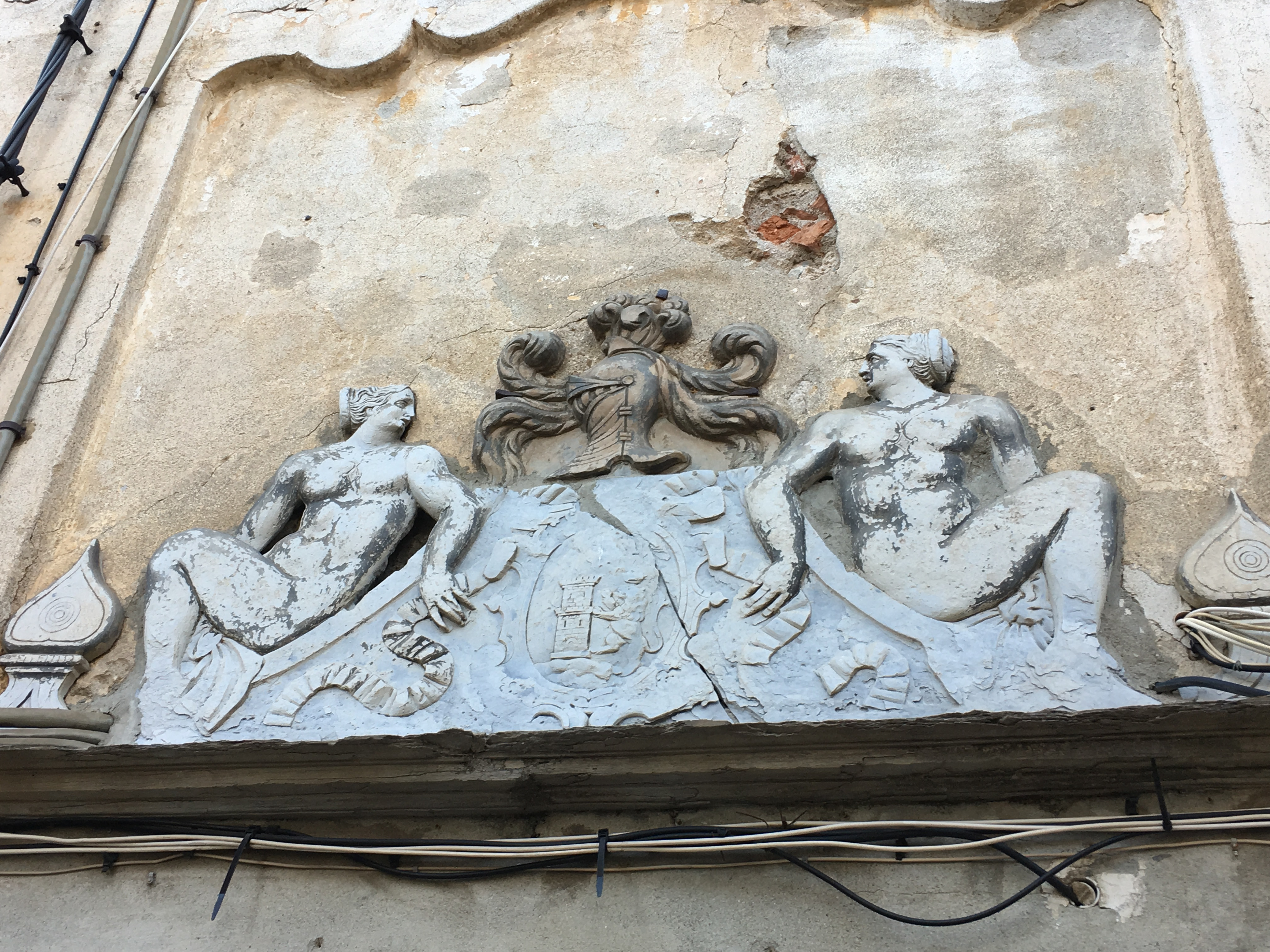
Armoiries de la famille Cardi, sur la façade de la maison Cardi à Bastia

Cette autre maison patricienne appartenait à la famille Cardi, riche famille de marchands et banquiers bastiais. Elle date du XVIe siècle.
On peut voir sur sa façade les armoiries en ardoise de Lavagna de la famille Cardi.

#### L'immeuble Pouillon

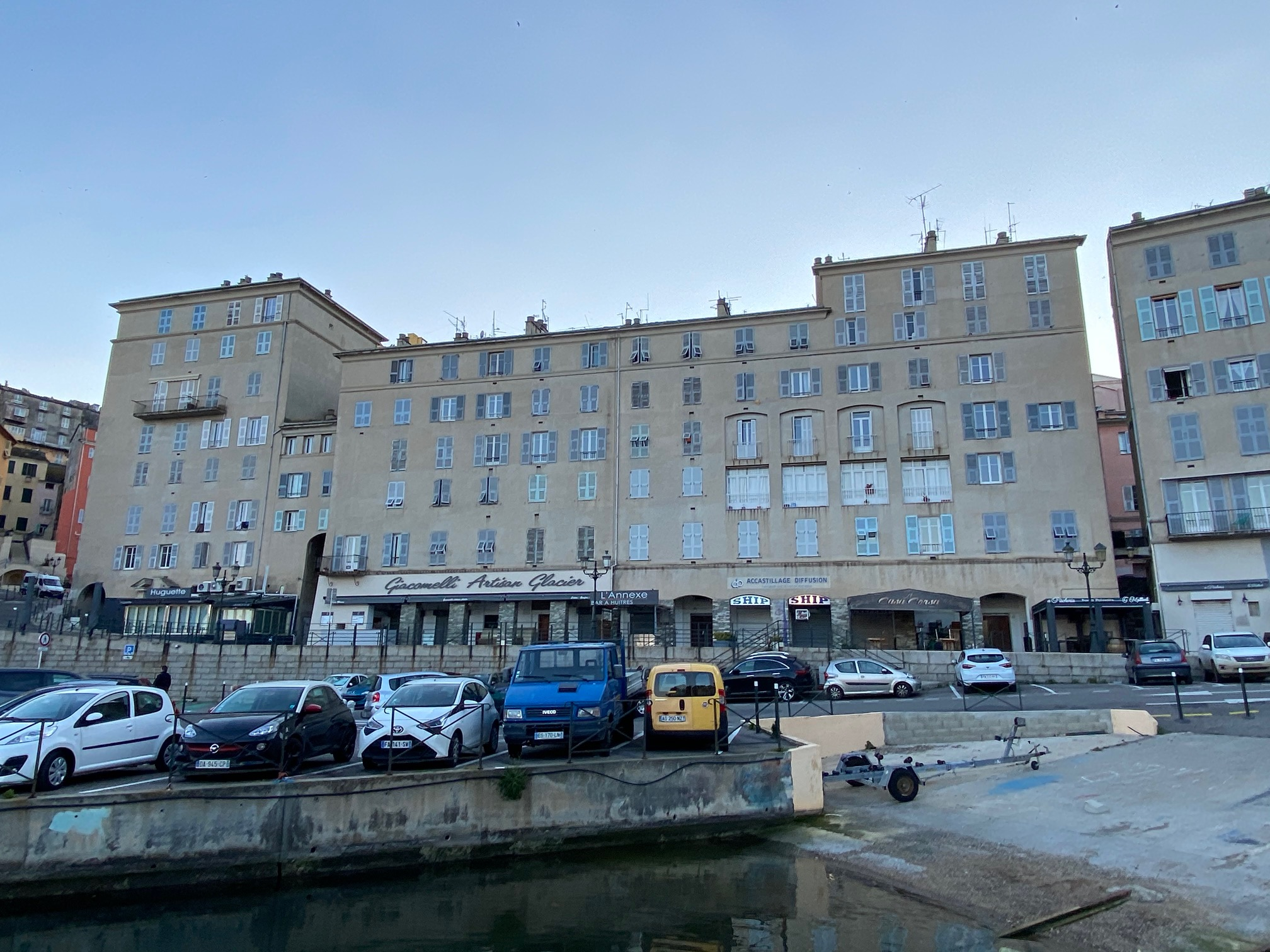
Immeuble Pouillon

Le Vieux-Port de Bastia ayant durement été touché par les bombardements américains en 1943, une partie de ses immeubles sont à reconstruire. Ce sera le cas de l'immeuble appelé « Pouillon », qui est conçu après guerre par les architectes Fernand Pouillon et Louis de Casabianca.

#### Casa Varese

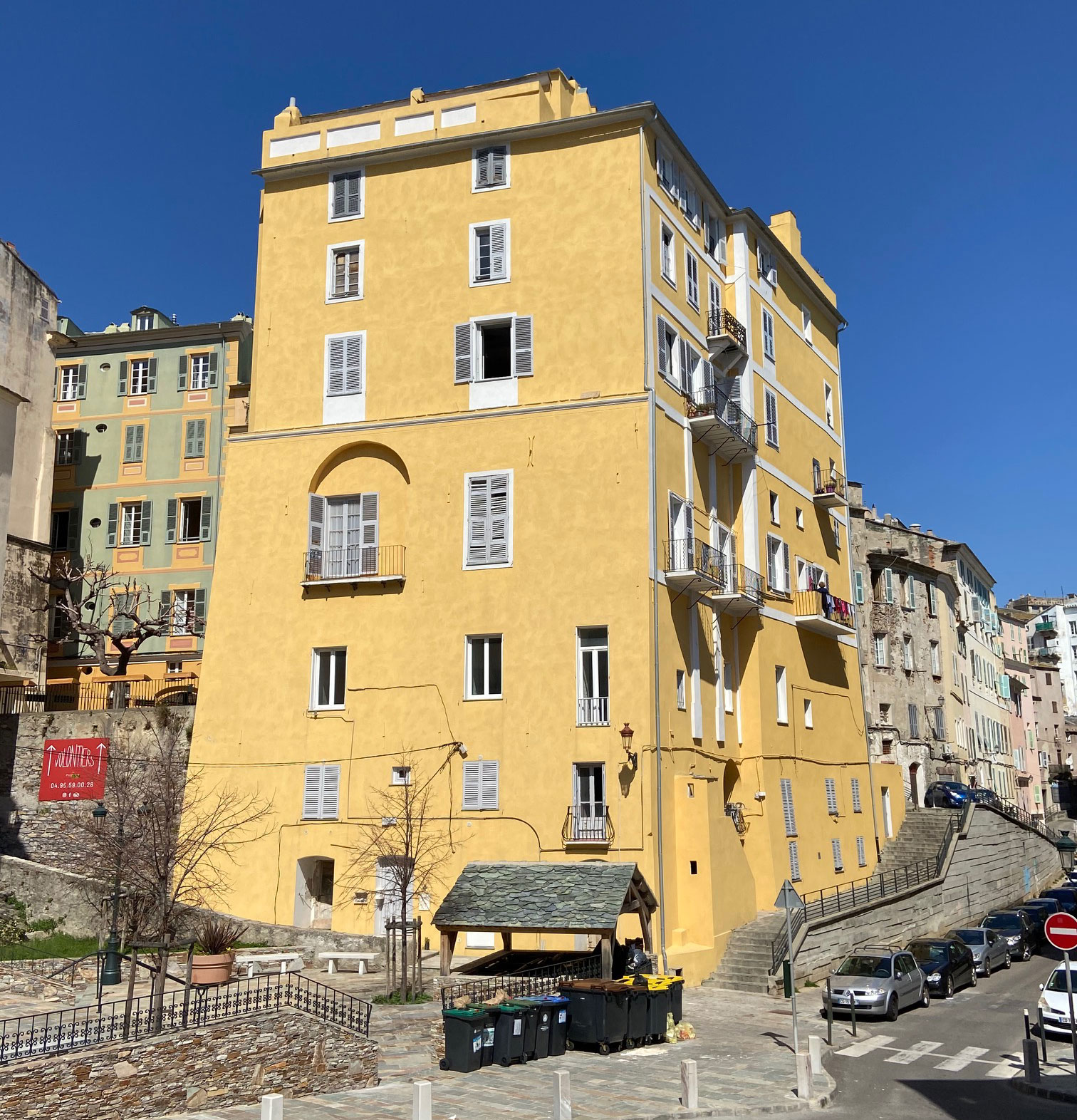
Casa Varese

La casa Varese était la maison d'une importante famille de Bastia, les Varese, originaires de Ligurie.

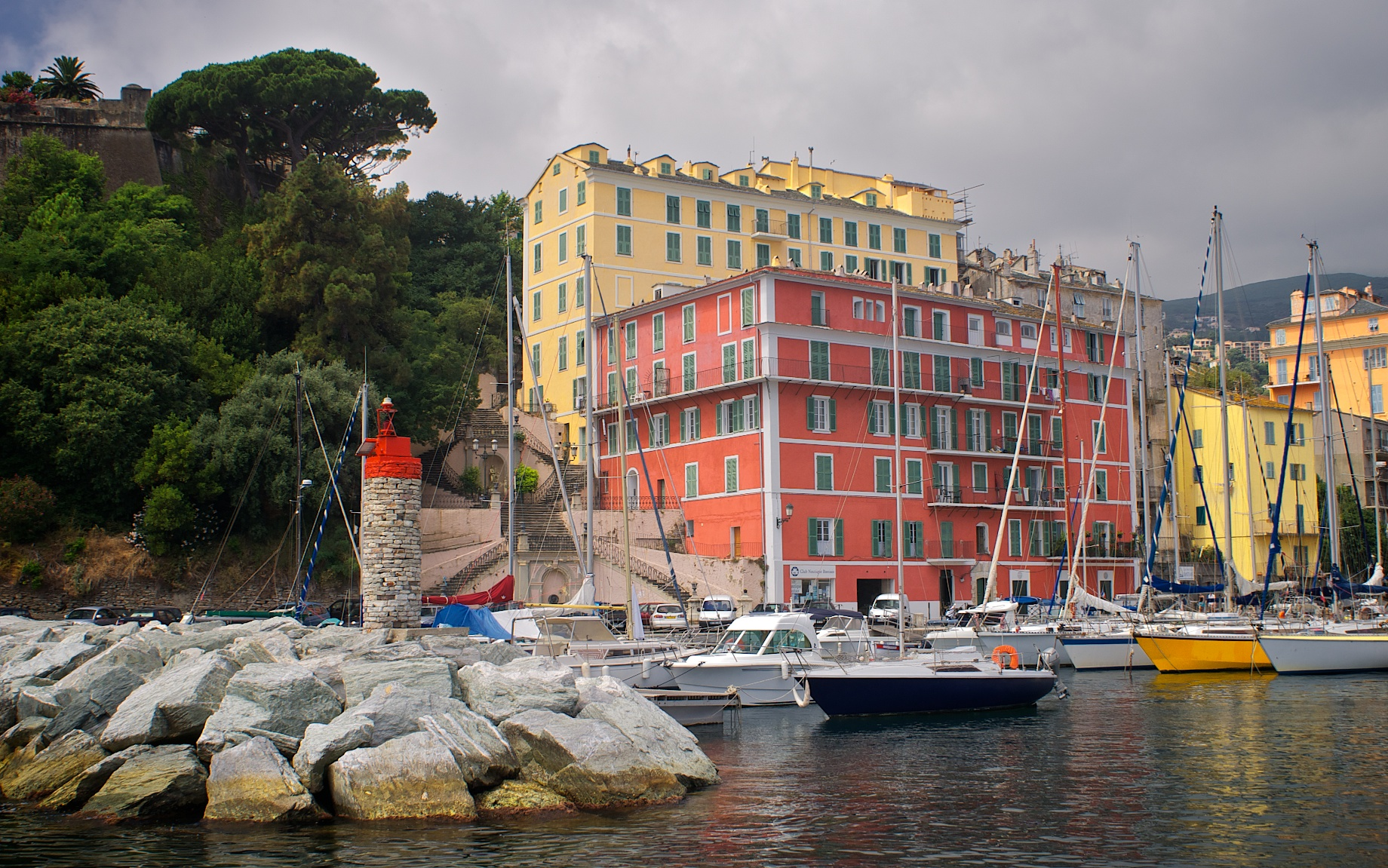
La maison Romieu, ancien Palazzu Rinesi (et escalier Romieu)

#### La maison Romieu
Appelé aussi « Palazzu Rinesi ». C'est la plus grande maison située dans le quartier du Vieux-Port (avec ses escalier Romieu et jardin Romieu). Cette bâtisse immense a été construite par la famille Rinesi, une ancienne et importante famille de Bastia. Elle est appelée par la suite « Romieu » après le mariage, au début du XIXe siècle, d'une Rinesi avec un certain Romieu.

#### La maison Spinola

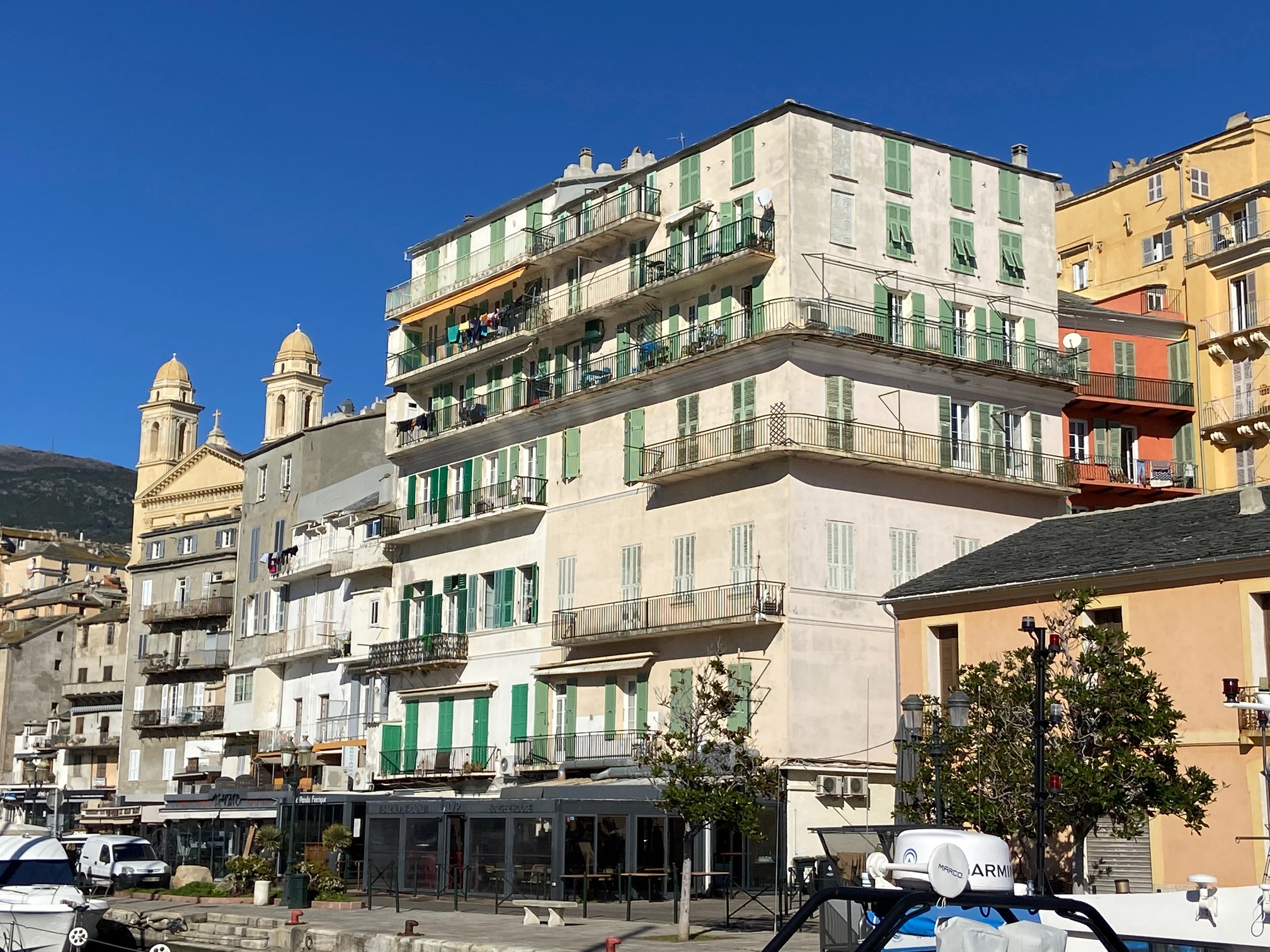
Casa Spinola

Au 12 rue Spinola se trouve une maison ayant appartenu à la famille Spinola. Une façade de l'immeuble donne sur le quai de A Sanità. Les Spinola venaient de Gênes où ils étaient une importante famille patricienne. Ils ont donné à la Corse dix-neuf gouverneurs et commissaires généraux. Il y eut également un doge, Domenico Maria, né en Corse et surnommé Il Corsetto.
La maison Spinola, construite sur le quai nord du Vieux-Port, servait d'entrepôt pour les marchandises qui circulaient entre la Corse et Gênes.

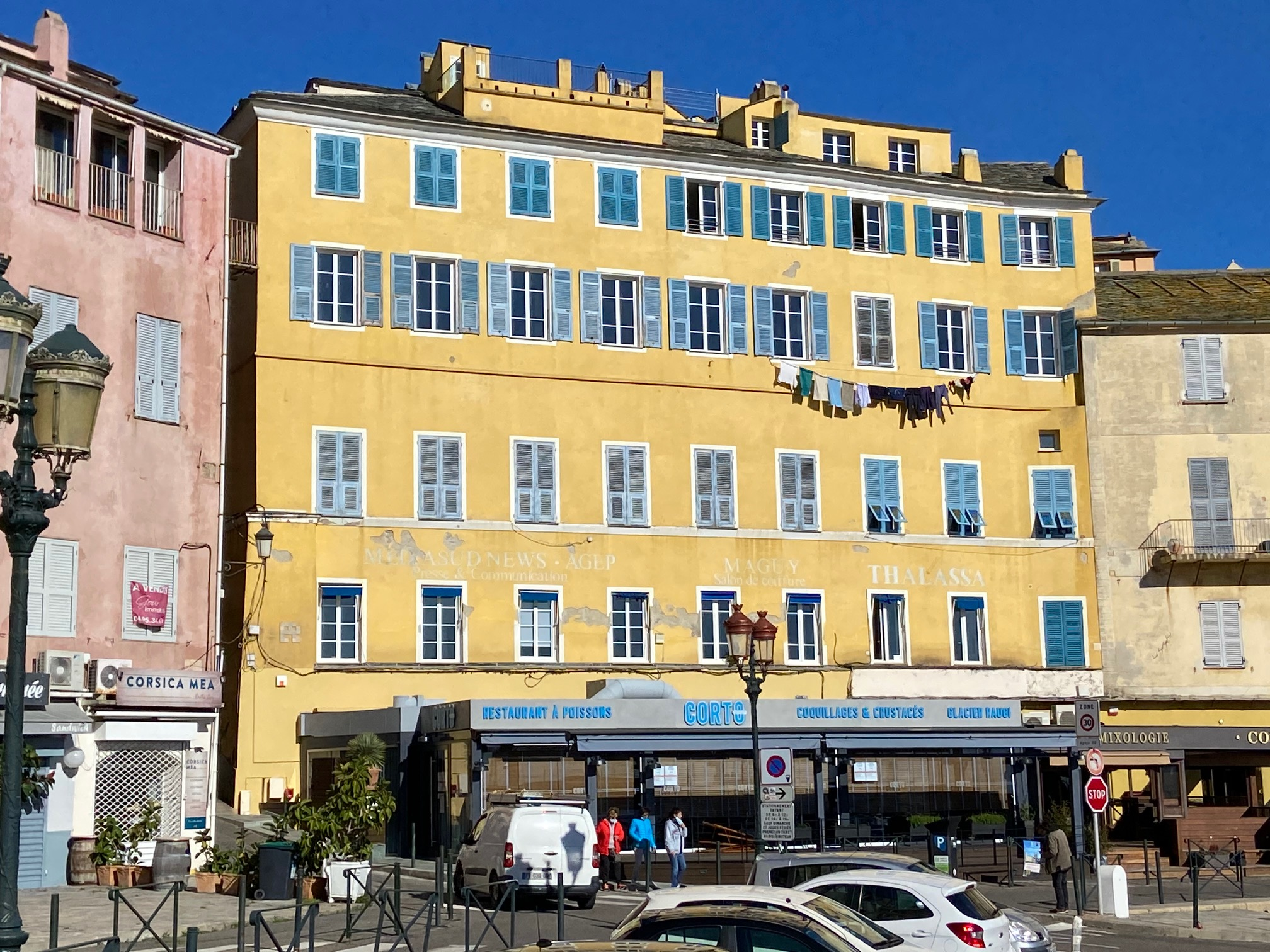
Casa Figarelli

#### La maison Figarelli
La maison Figarelli, ou Figarella, est située entre la rue de la marine et la rue Saint-Jean. Les Figarelli étaient une importante famille qui a donné à la ville deux podestats et un maire.

#### Rue Carbuccia

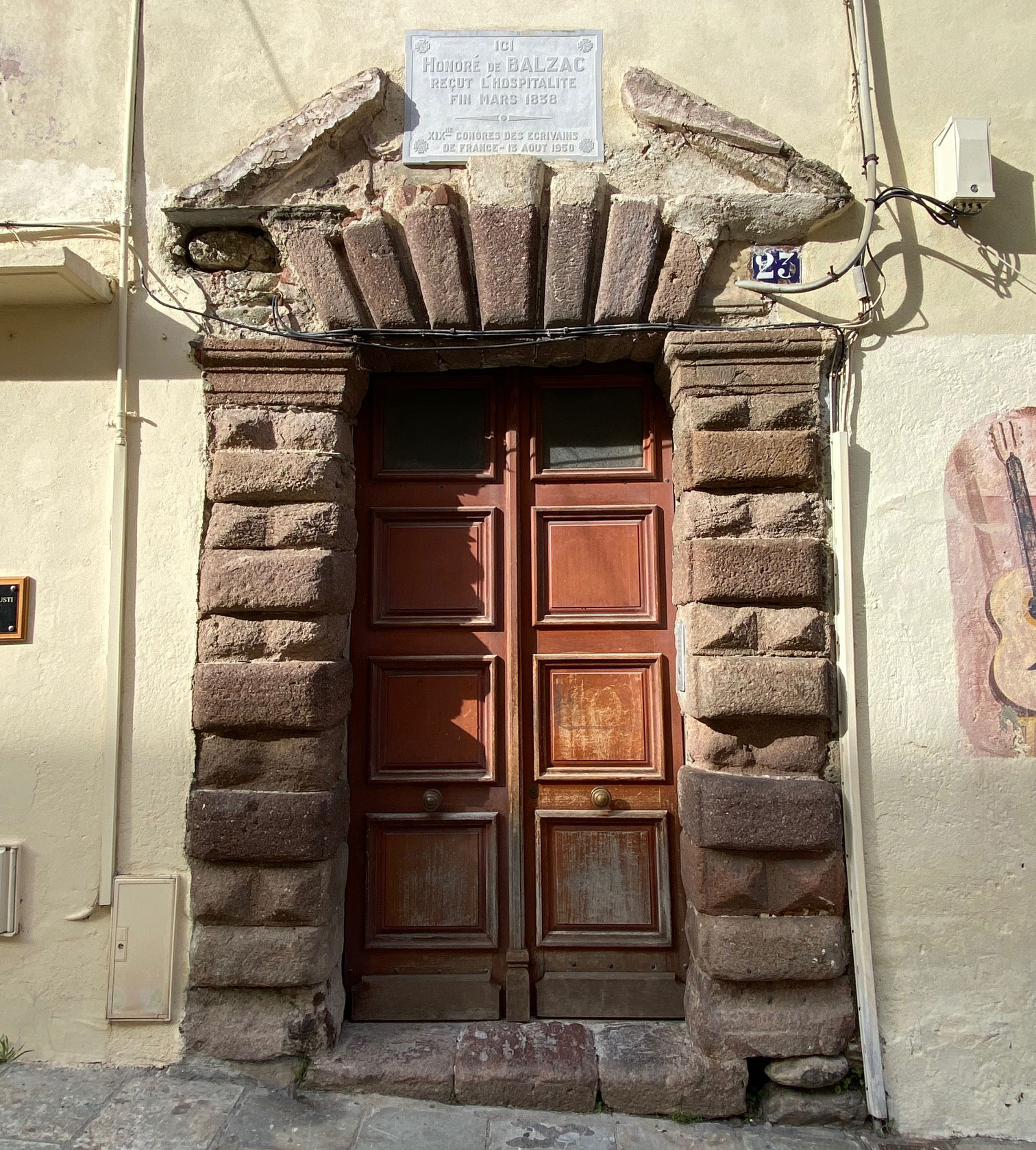
Portail à bossage du XVIIe siècle

Au numéro 23 se situe un immeuble avec un portail à bossages du XVIIe siècle. Une plaque rappelle qu'elle a accueilli Honoré de Balzac en 1838.
On peut également découvrir, dans la même rue, d'autres maisons historiques : la Casa Barbaggi-Rivarola (au numéro 7), la Casa Lota (au numéro 9), la Casa Carbuccia (au 12), la Casa Sisco (au n°1).

#### Casa Barbaggi-Rivarola
La Casa Barbaggi-Rivarola (ou maison Barbaggi-Rivarola) se trouve au numéro 7 de la rue Carbuccia. Elle a été aménagée au XVIIIe siècle par Giuseppe Barbaggi, un riche et puissant personnage bastiais, oncle par alliance de Pascal Paoli. C'est ici que Paoli séjournait lorsqu'il se rendait à Bastia. La maison communique avec le couvent des Ursulines. C'est ainsi que Paoli rencontrait Maria Domenica Rivarola, considérée comme son agent secret. Le comte Domenio Rivarola, petit-fils de Giuseppe Barbaggi, hérite de la maison.

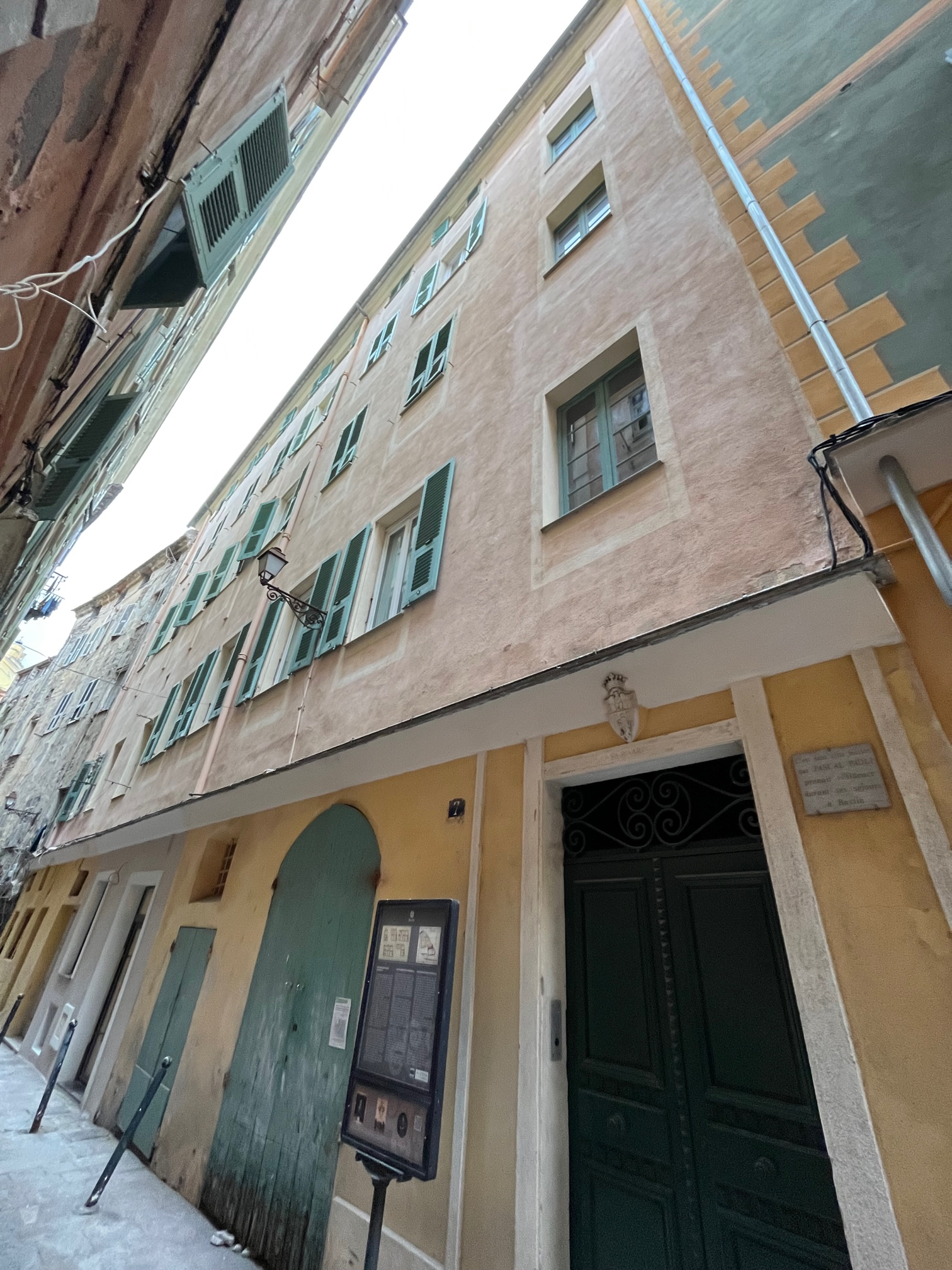
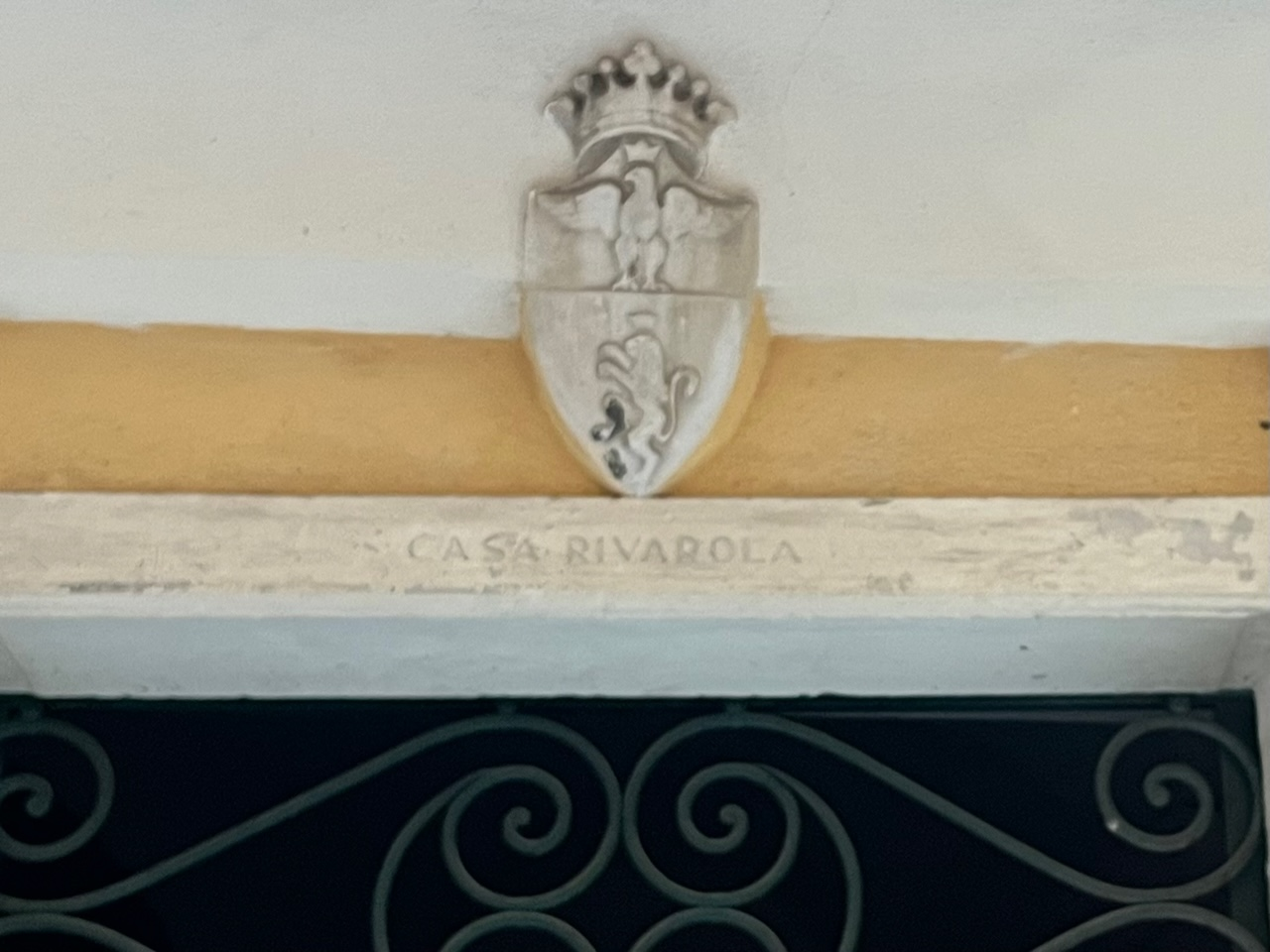
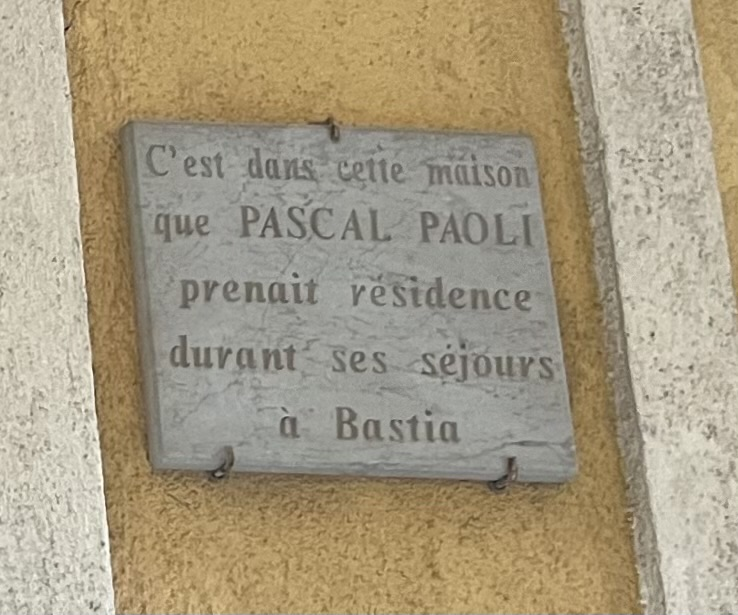

#### Casa Lota
La Casa Lota, ou maison Lota, est située au numéro 9 de la rue Carbuccia. Elle a été construite à la fin du XVIIe siècle ou au début du XVIIIe siècle. Elle a d'abord porté le nom de « Casa Morati », puis de « Casa de Gentile ». Elle a ensuite été rachetée par la famille Lota, une riche famille de commerçants bastiais, dont deux membres ont été maires de Bastia : Antoine-Hyacinthe de 1828 à 1831 et son neveu François de 1851 à 1854. Ils occupèrent également la fonction de consuls du pape. Cette maison a donc fait office de consulat des États pontificaux au XIXe siècle.

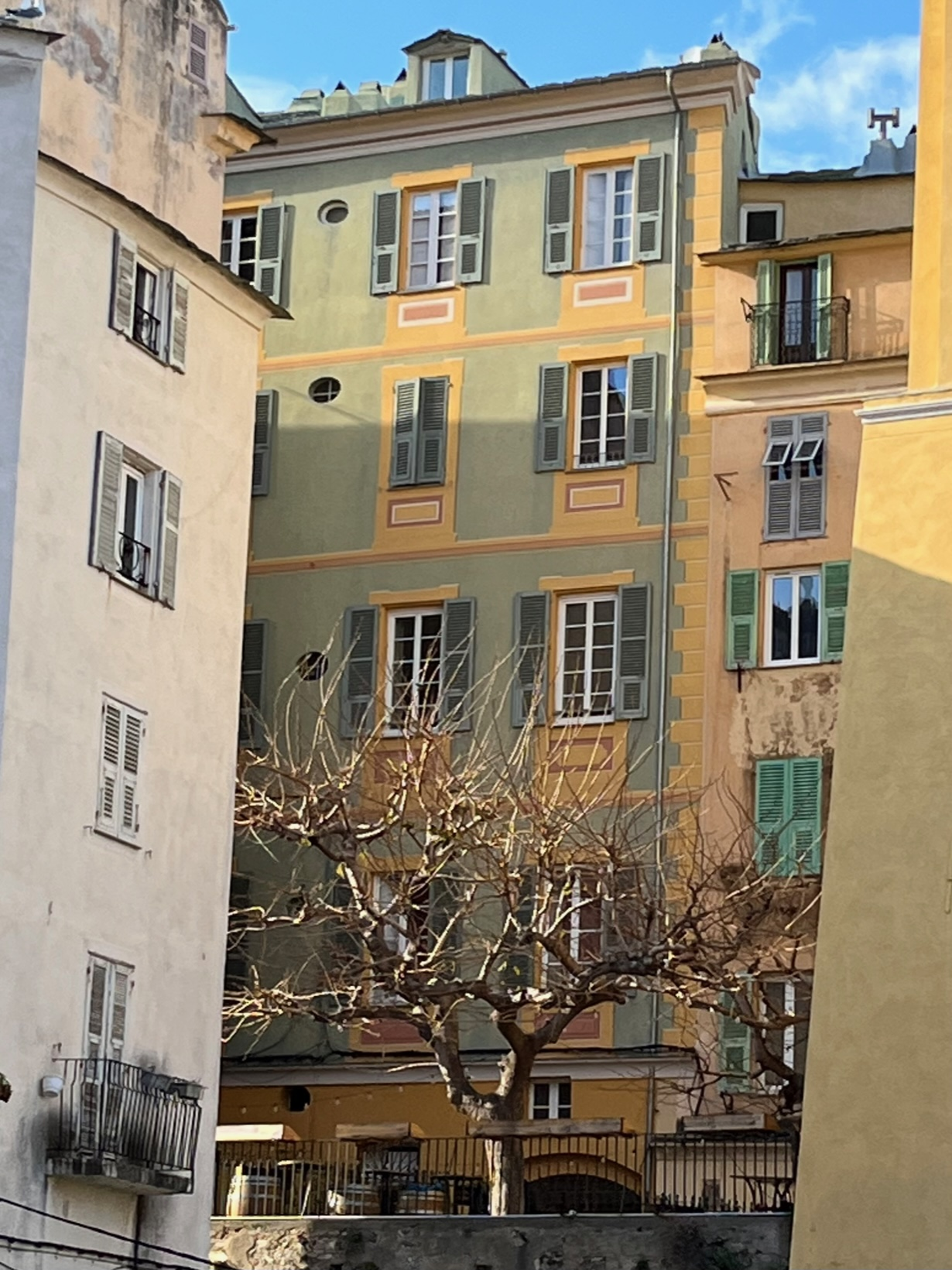
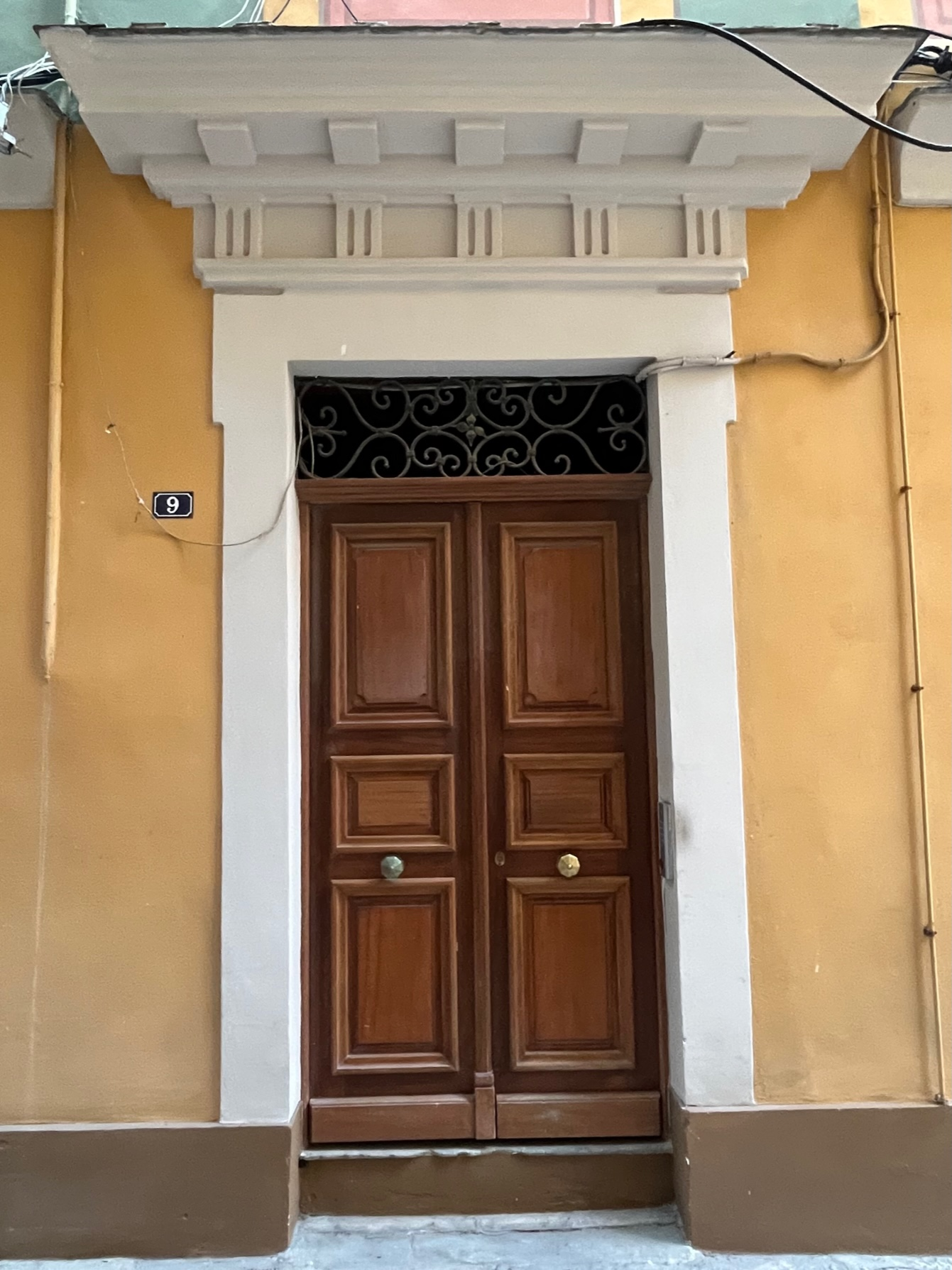

#### Casa Carbuccia
La Casa Carbuccia (ou maison Carbuccia) est située au 12 de la rue Carbuccia. Le blason de la famille Carbuccia figure sur la porte d'entrée. Cette famille, originaire du village de Carbuccia en Corse-du-Sud, s'est installée à Bastia au XVIe siècle.

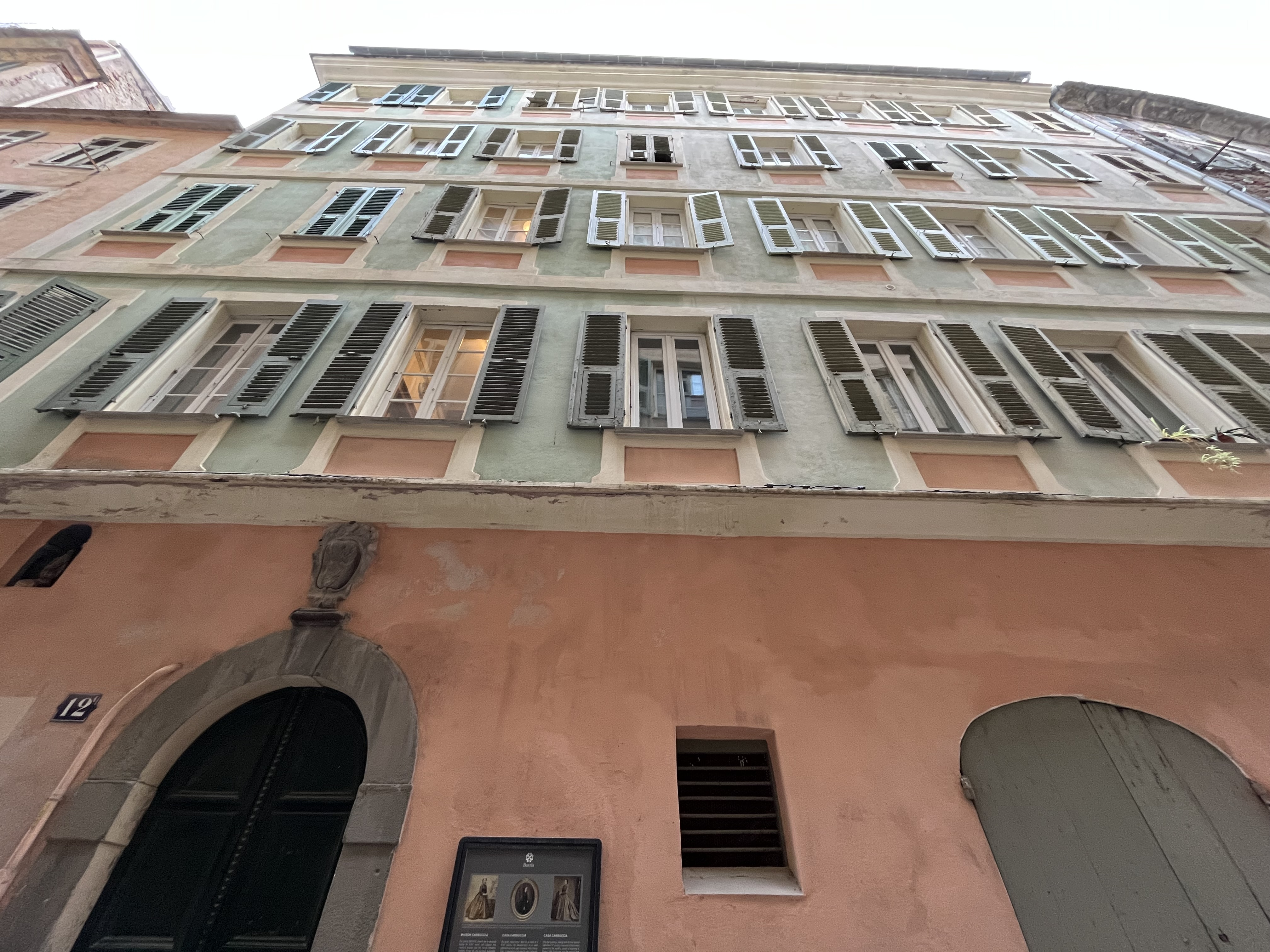
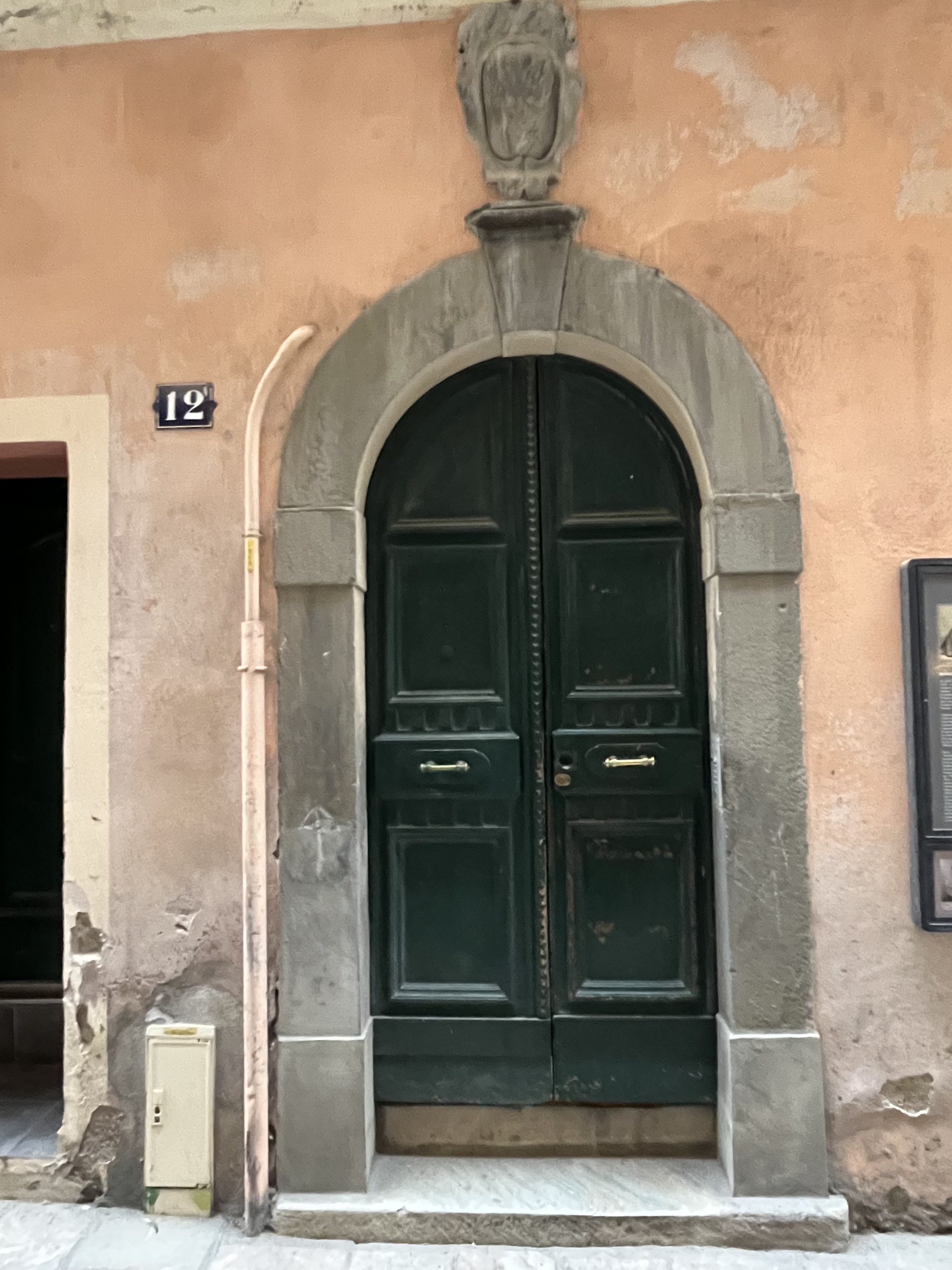
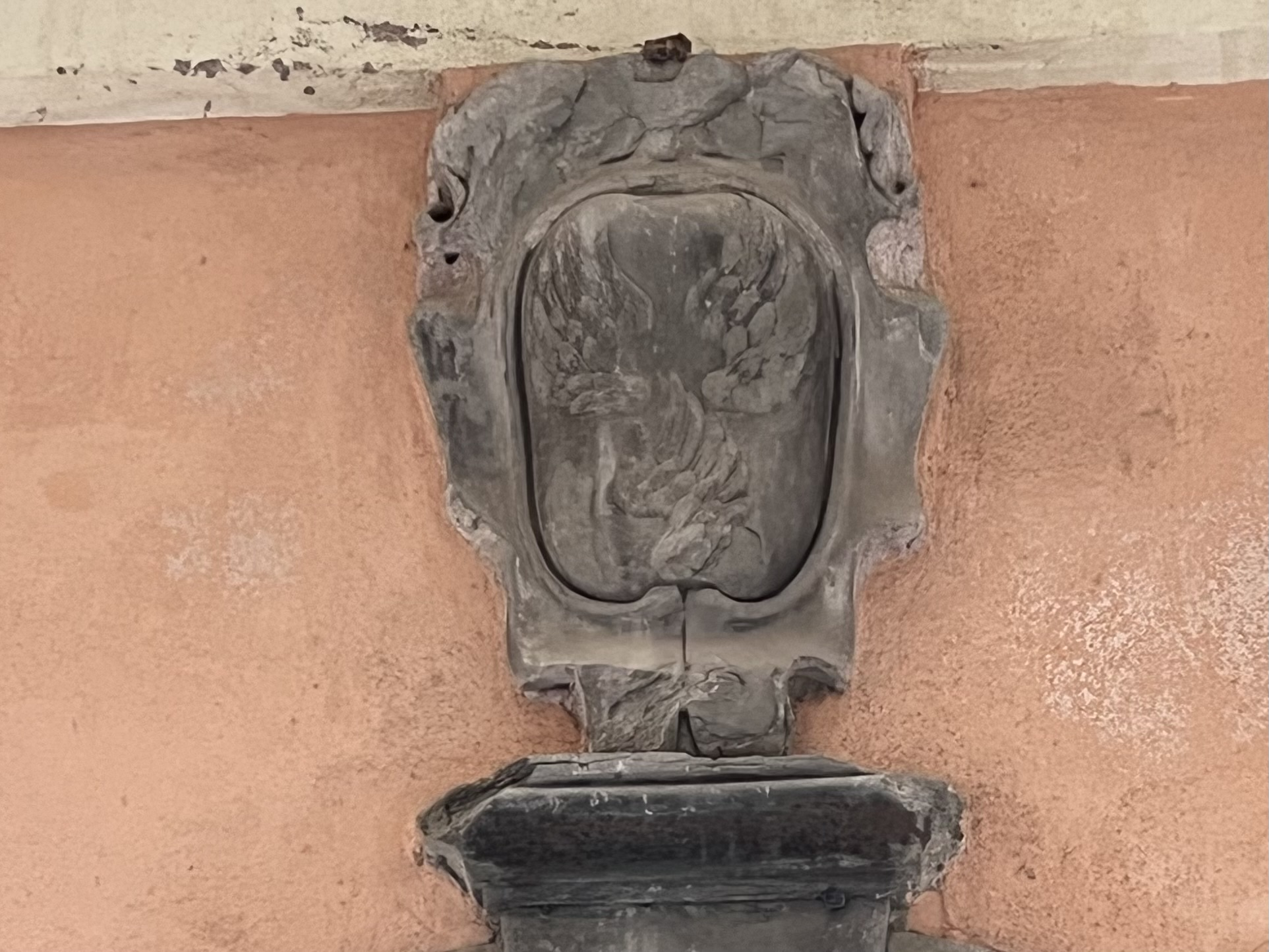

#### Casa Sisco
La Casa Sisco (ou maison Sisco) est située au numéro 1 de la rue Carbuccia. La maison a été édifiée au XVIIe siècle par Micheletto Sisco, un notable bastiais. Elle se caractérise par un portail architecturé.

### Monuments

#### L'escalier Rinesi-Romieu et le jardin Romieu
À côté du Palazzu Rinesi se trouve un escalier monumental, l'escalier Romieu, construit entre 1871 et 1873, qui relie le quartier du Vieux-Port à la ville haute. ll a été conçu et aménagé selon les plans de l’architecte bastiais Paul-Augustin Viale. L'ensemble de l'escalier et de la rampe est inscrit aux monuments historiques. Le jardin est aménagé entre 1874 et 1875.

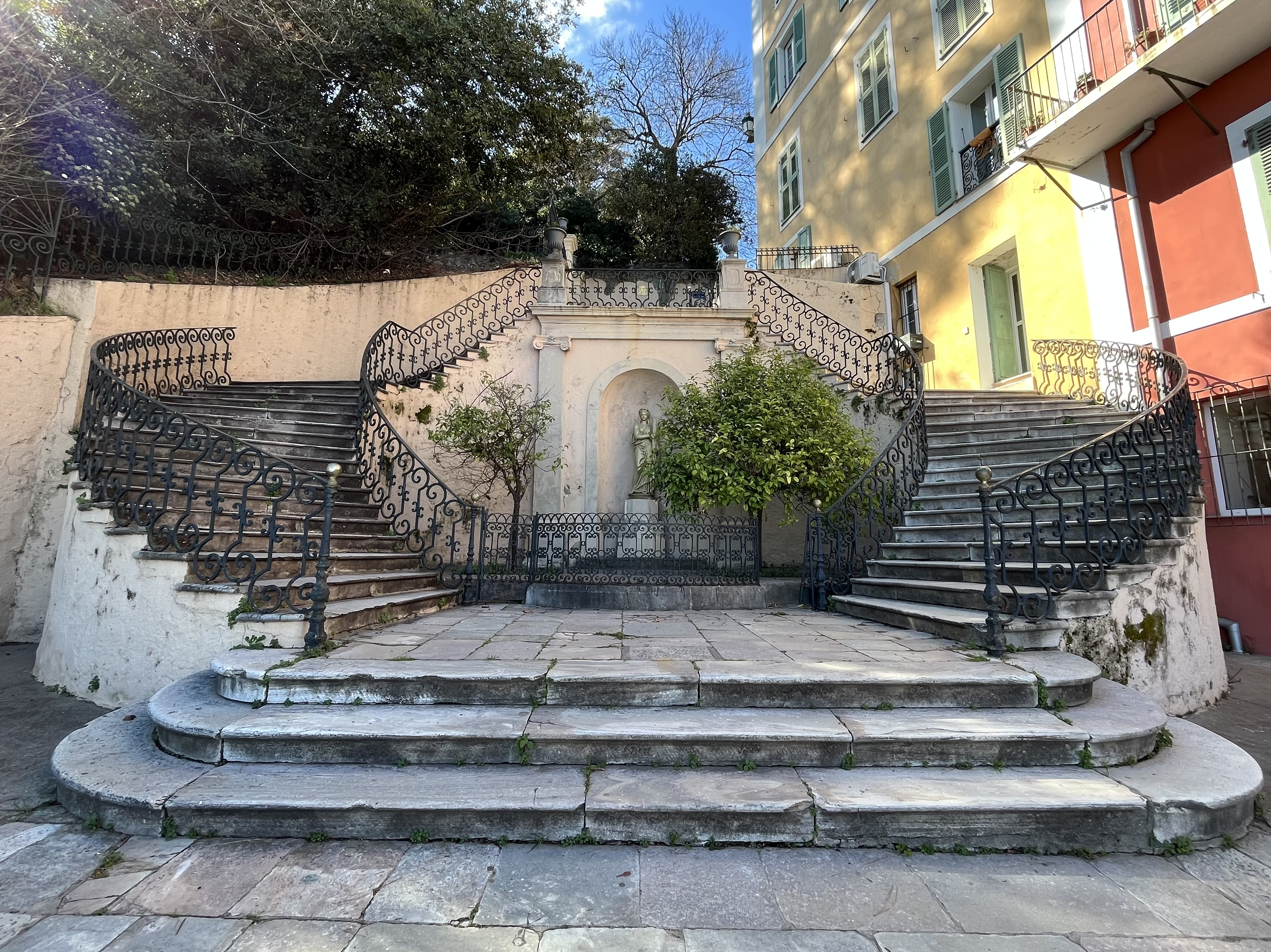
L'escalier Romieu
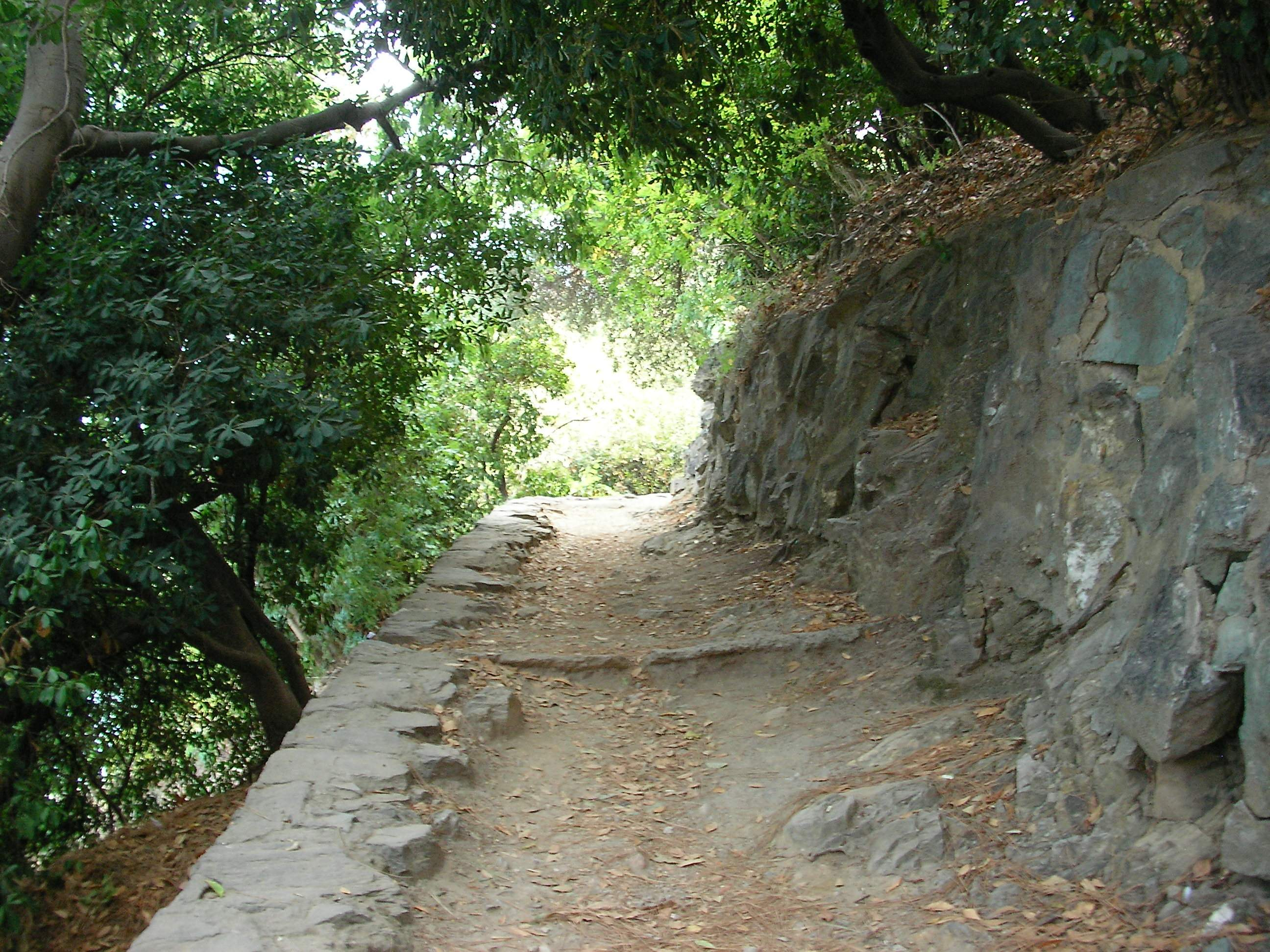
Le jardin Romieu
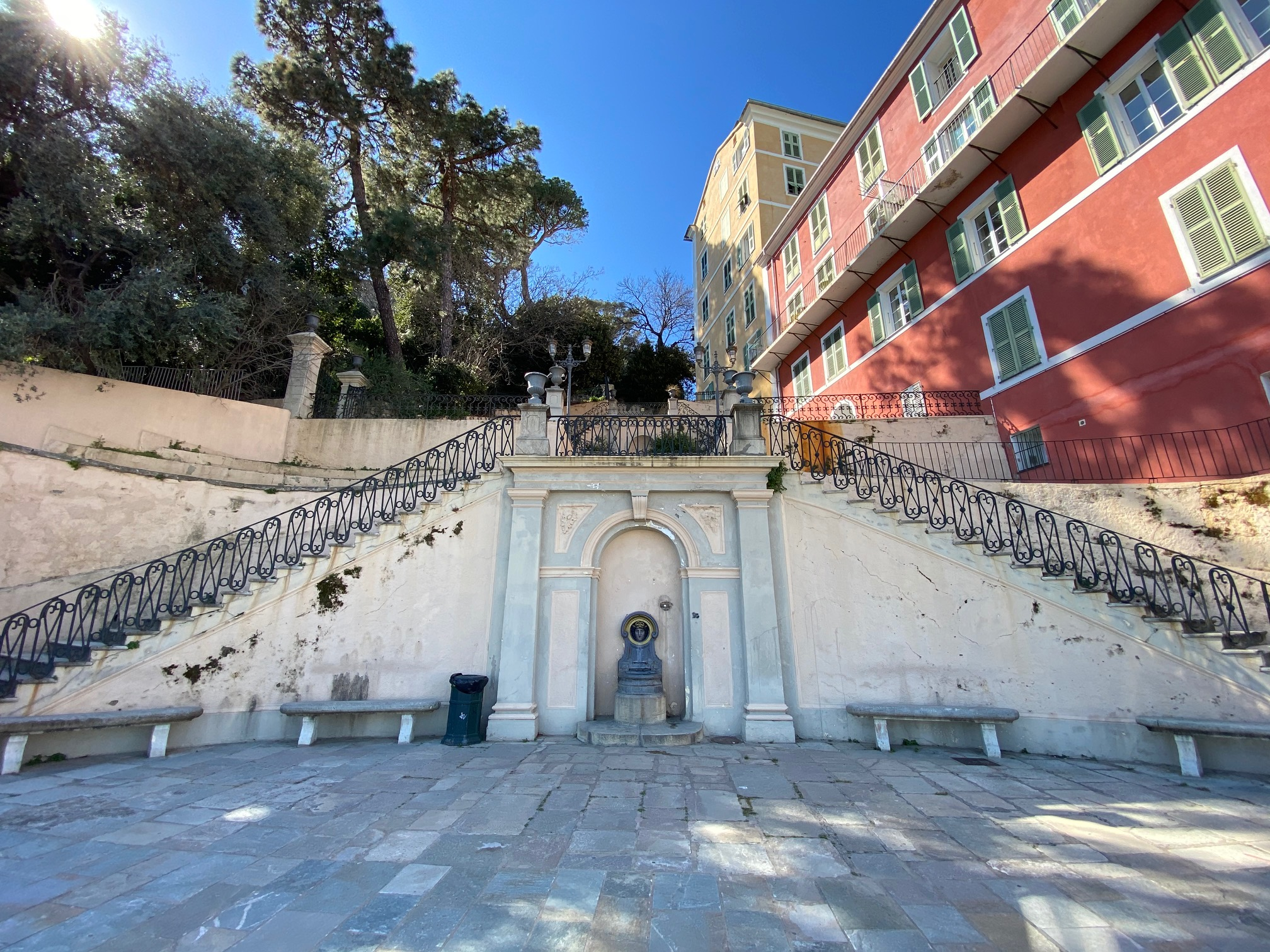
Escalier Romieu, ou Scalinata Rinesi
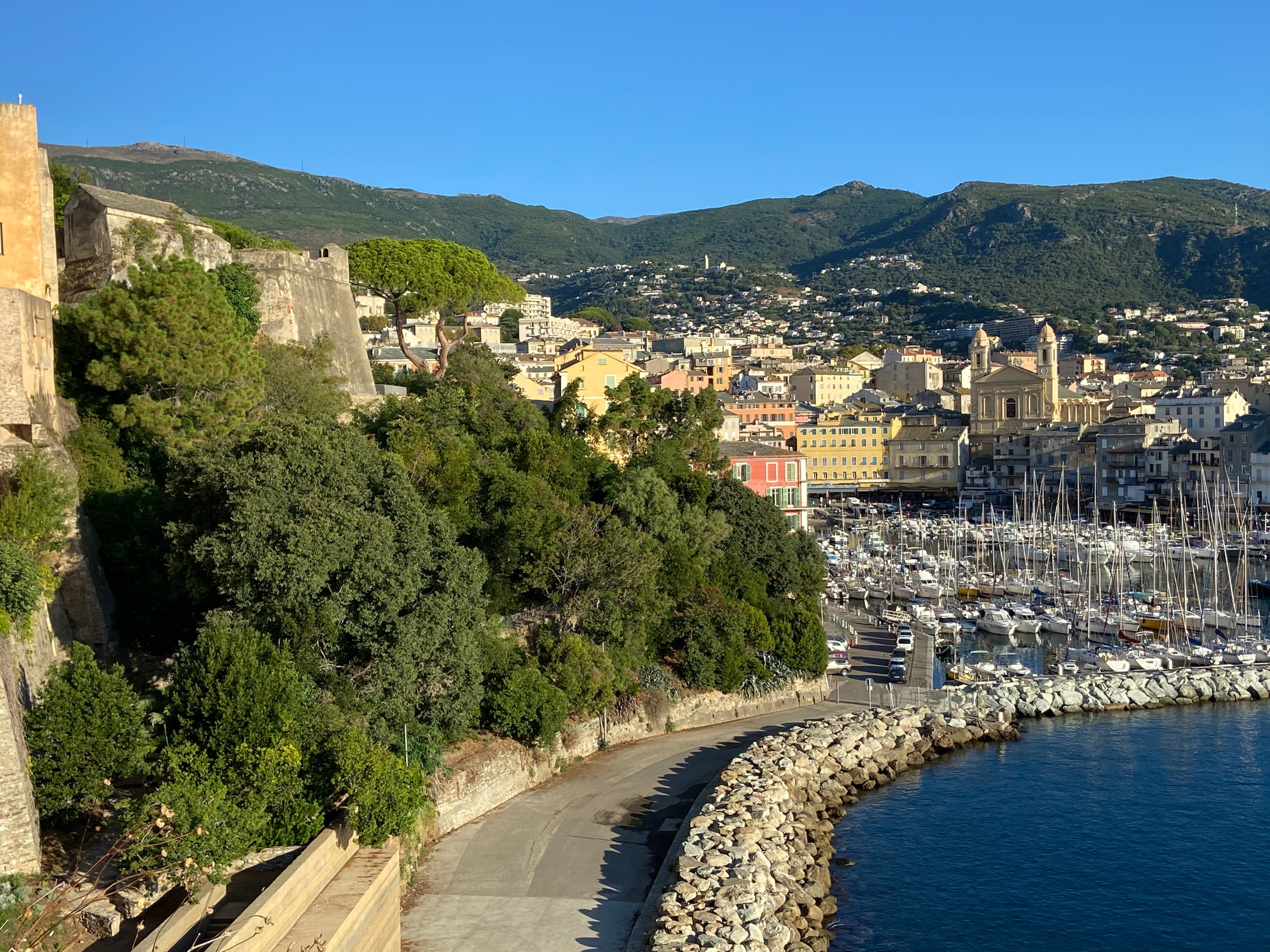
Le jardin et le Vieux-Port vus de la Citadelle

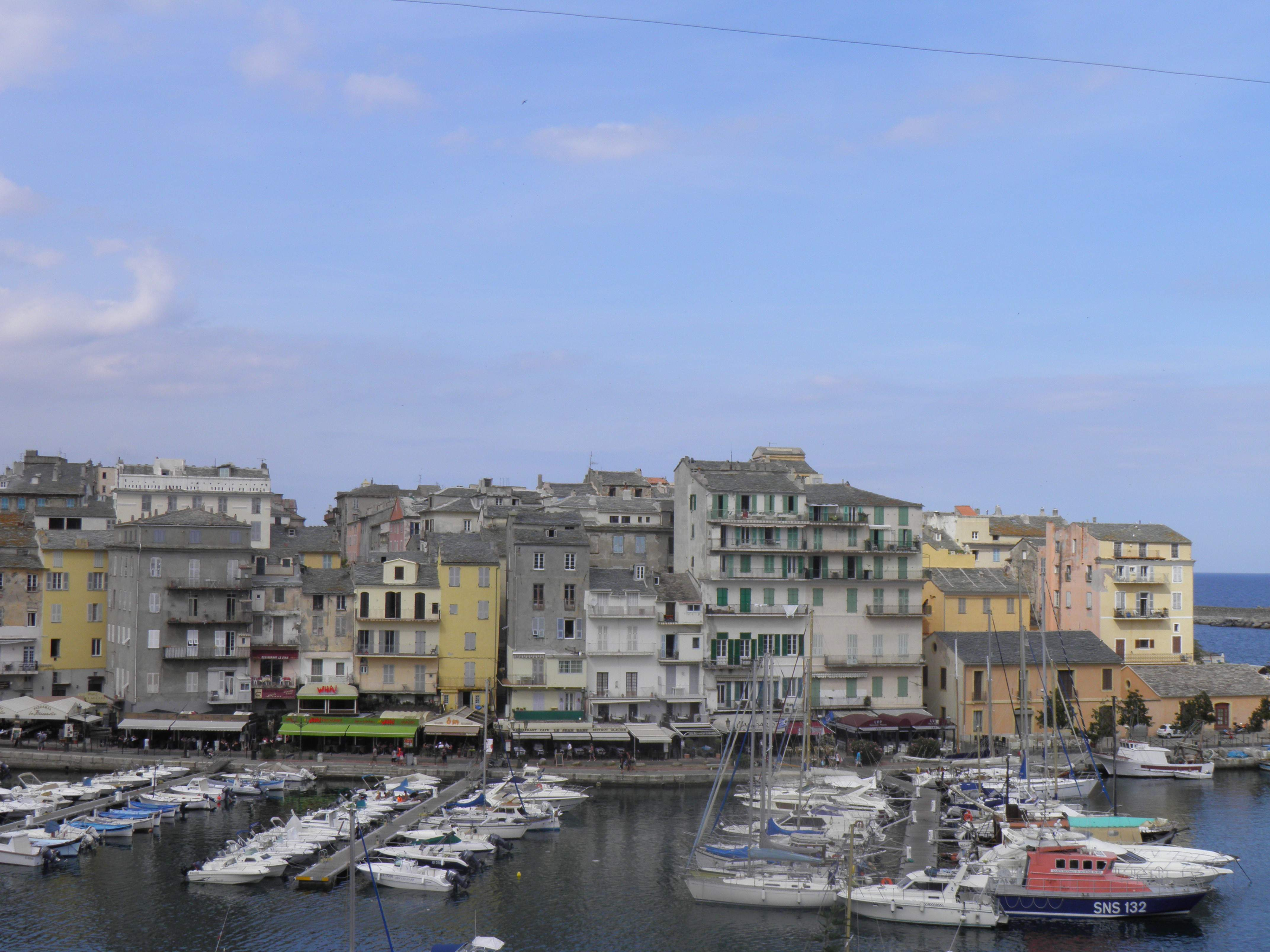
Le quai nord du Vieux-Port, appelé A Sanità

#### A Sanità, le plus ancien quai du Vieux-Port
Le quai nord est le plus ancien du Vieux-Port de Bastia. Il s'appelait A Sanità, la santé, en raison du bureau de l'Ufficio della Sanità qui se trouvait installé dans un des bâtiments à l'époque génoise. Cet organisme fut instauré pour contrôler les navires qui accostaient dans le Vieux-Port pour s'assurer de l'absence de maladies parmi les équipages de marins, à la suite des épidémies de peste.

## Les jetées nord et sud

### La jetée nord:  le mole génois

#### Le Môle génois, ou Mole à a Madunnetta

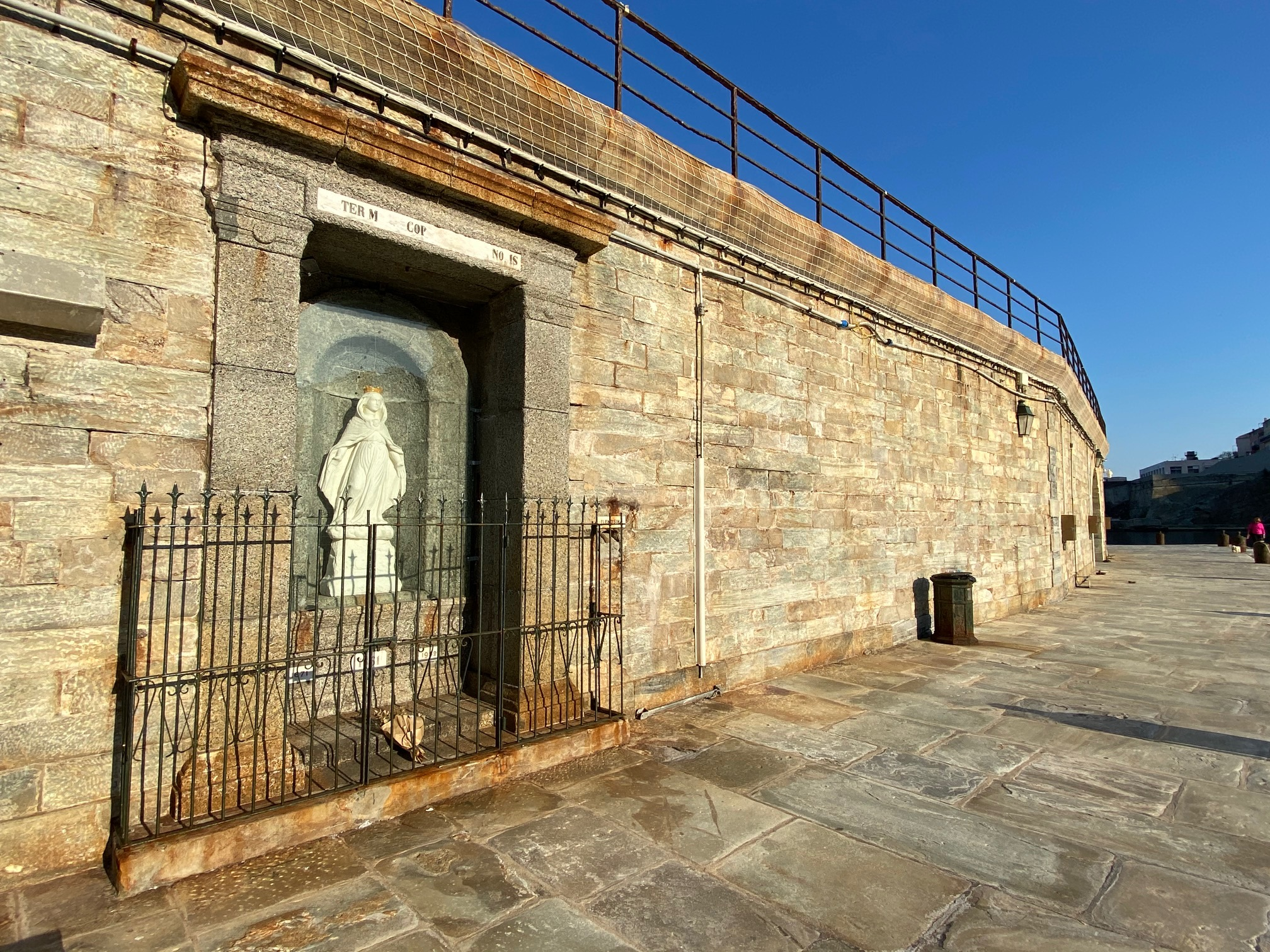
U Molu à A Madunetta

C'est la jetée nord, construite à l'époque génoise. La Sérénissime République de Gênes entreprend sa construction à la fin du XVIIe siècle. Sa réalisation a permis à l'ancienne petite marine de pêcheurs de Portu Cardu de devenir un véritable port. Dès lors, le trafic maritime ne cessera d'augmenter.

#### Les plots d'amarrage

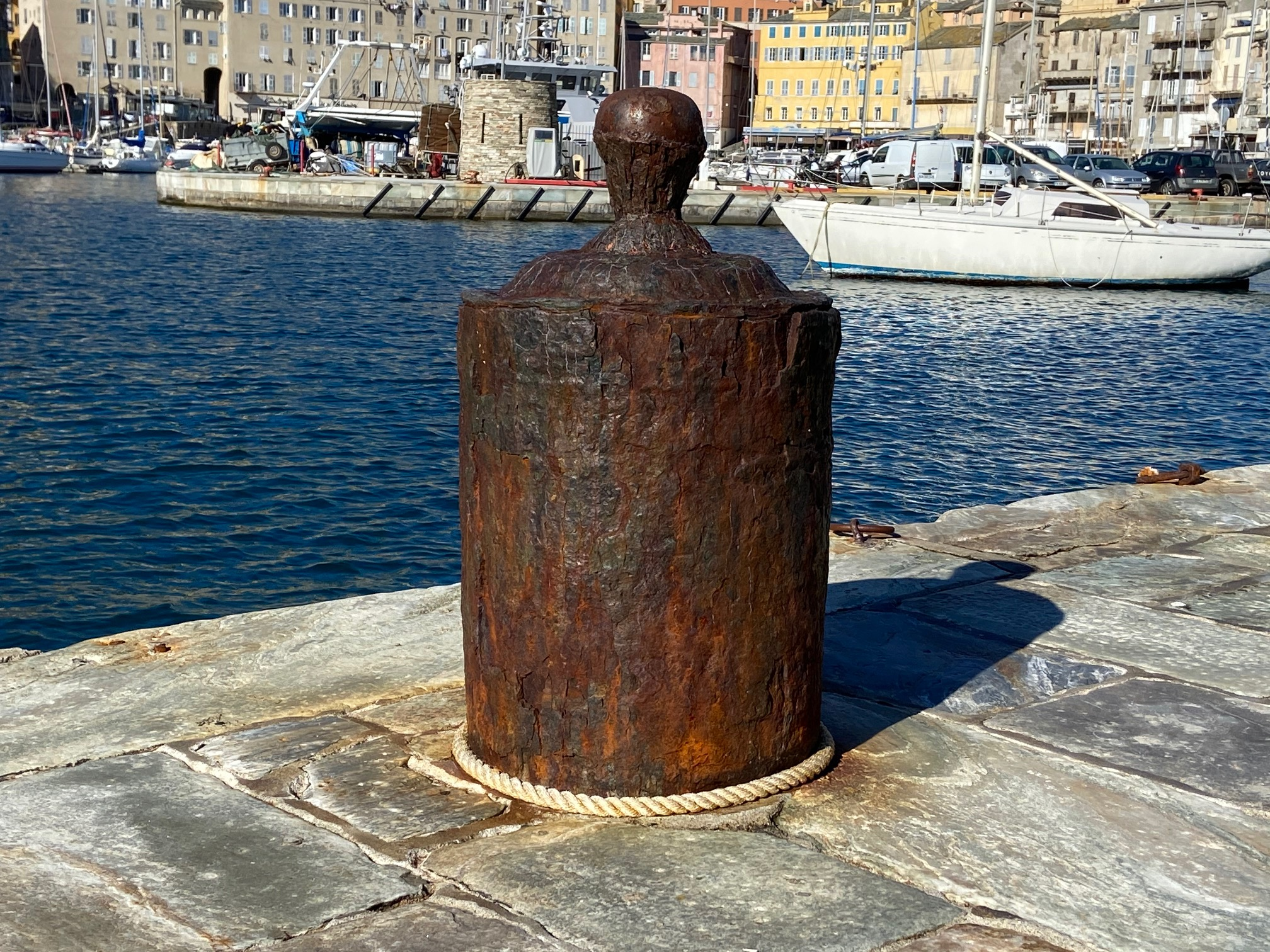
Un plot d'amarrage, ancien canon de la citadelle réutilisé au mole génois

À noter que les plots d'amarrage en fonte de fer de la jetée de la Madunnetta sont les anciens canons des remparts de la citadelle, immergés dans la maçonnerie du quai.

#### A Madunnetta

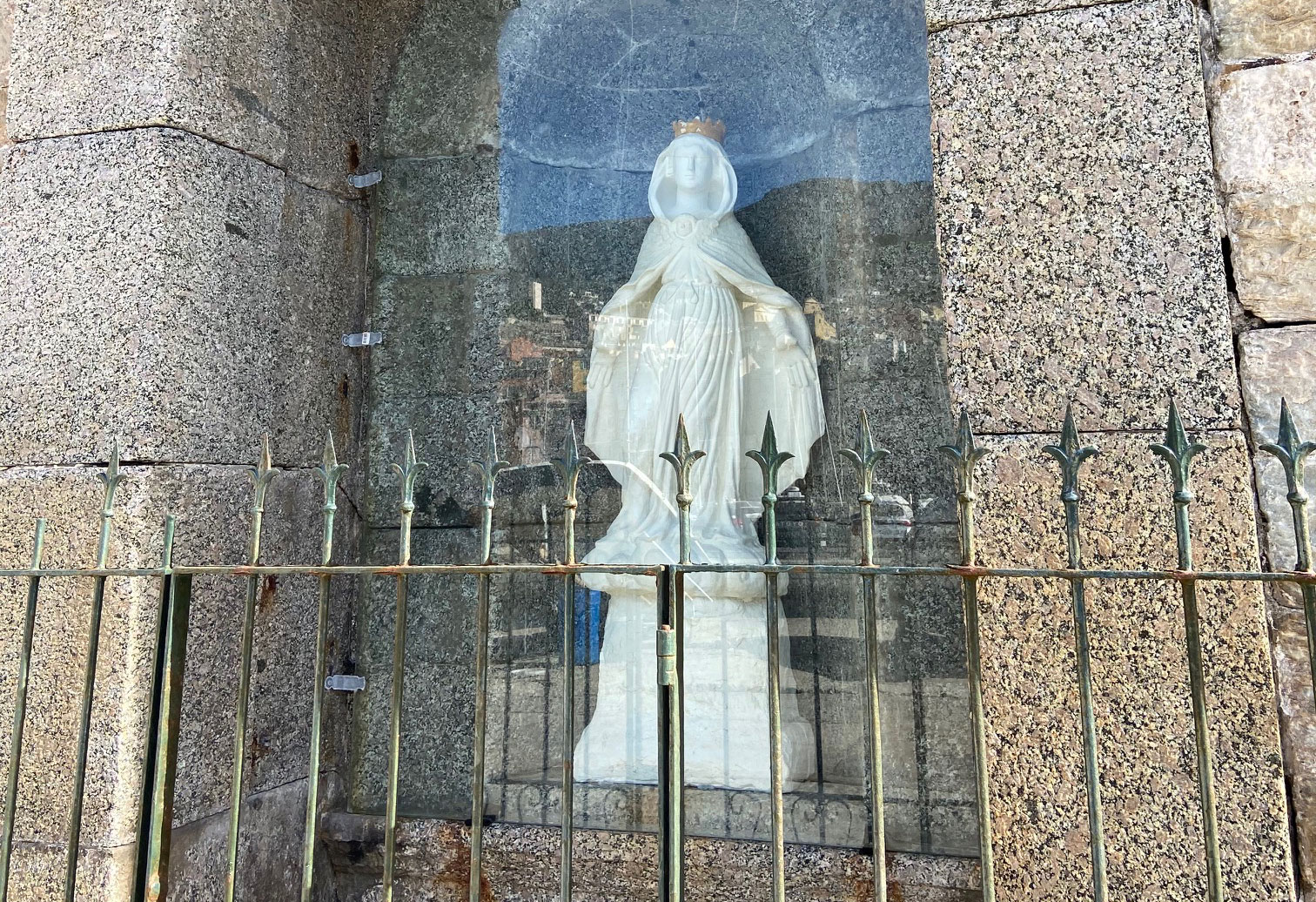
A Madunnetta

« A Madunnetta » est le nom d'une statue de la Vierge, placée dans une niche de la jetée. Selon la tradition elle apporte sa protection aux marins et aux pêcheurs de Bastia. Son installation date de 1671. La sculpture originale est entreposée au Musée de Bastia. Cette représentation de la Vierge est appelée Notre-Dame de Savone, ville de la région de Gênes où la Vierge serait apparue.

### Le quai sud et la jetée du Dragon

#### U Molu di u Tragone

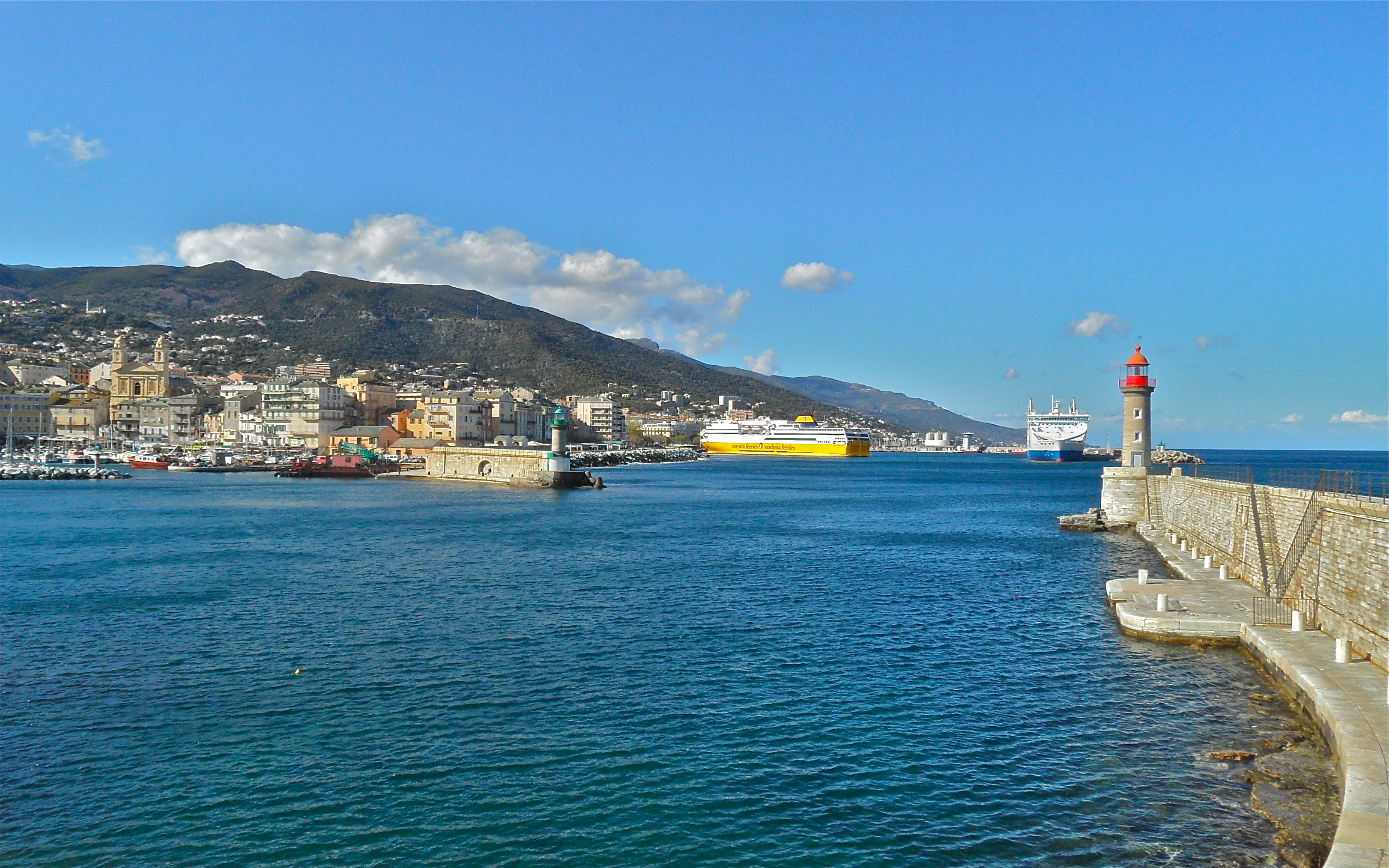
La jetée nord (U Molu à A Madunnetta) et la jetée sud (U Molu di u Tragone)

Située face à la jetée nord, de l'autre côté du port, la jetée sud a été construite bien après le mole génois.
Achevée en 1863, elle est appelée U Molu di u Tragone ou en français jetée du Dragon.
Le mot « Dragon » est une mauvaise interprétation du mot corse « Tragone », signifiant « ravin », « falaise ». À Bastia « U Tragone » était le nom donné au promontoire surplombant le Vieux-Port, où a été bâtie la citadelle.
La promenade le long du quai Sud se prolonge avec la passerelle de l'Aldilonda, construite sur les rochers, au pied des remparts de la citadelle.

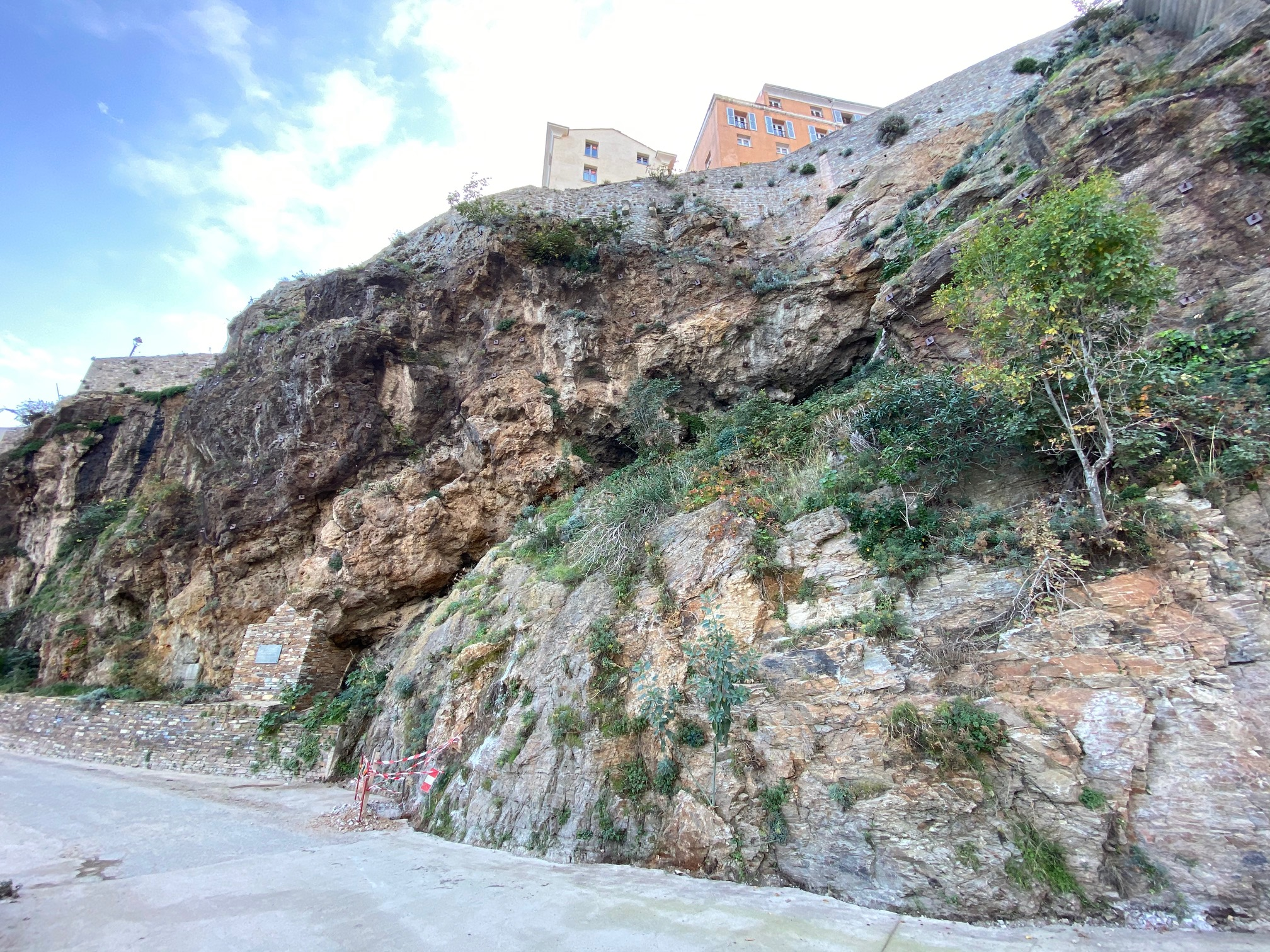
La grotte du Christ Noir

#### La grotte du Christ Noir

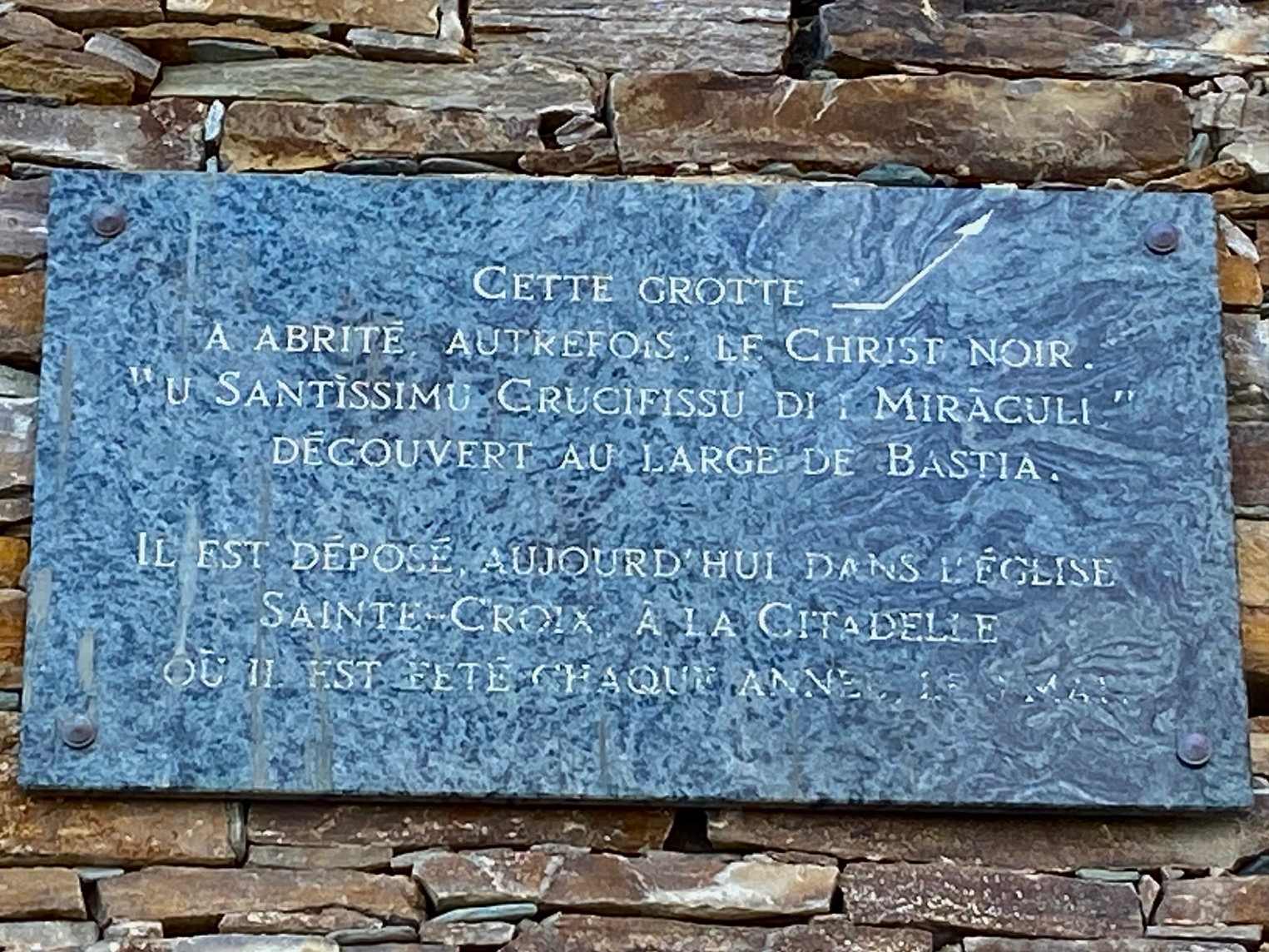
La plaque commémorative

D'après la tradition, en 1428, deux pêcheurs d'anchois bastiais auraient trouvé un crucifix en mer, qu'ils auraient entreposé dans une grotte située entre le Vieux-Port et la Citadelle. Le crucifix aurait ensuite été miraculeusement retrouvé dans l'oratoire Sainte-Croix, à la Citadelle.
Appelé Crucifix des Miracles, il est fêté chaque année, le 3 mai.

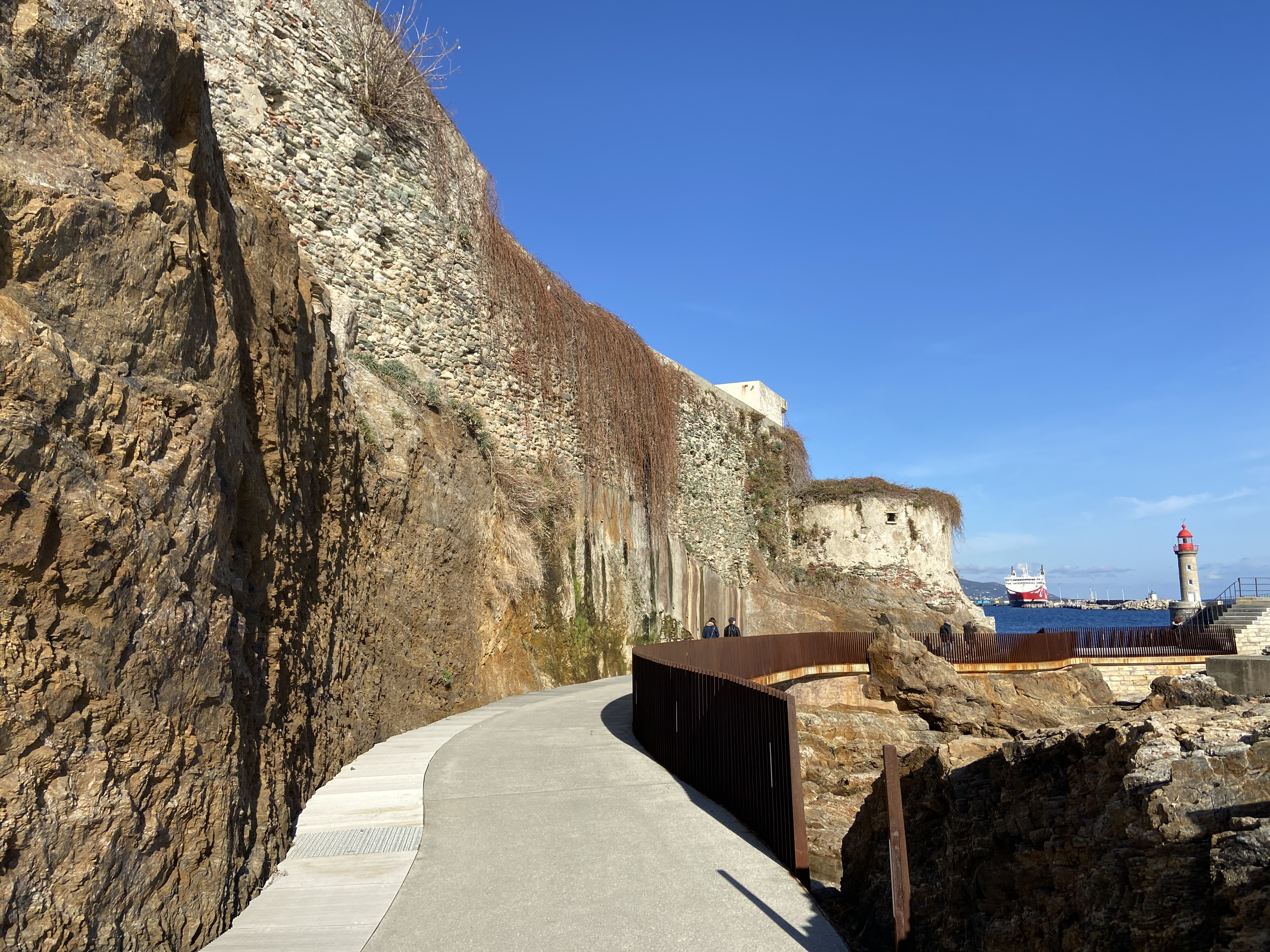
L'Aldilonda

#### L'Aldilonda
C'est le nom donné à une promenade qui part du Vieux-Port de Bastia, qui contourne la Citadelle pour rejoindre l'anse de Portu Vechju et de Ficaghjola, au Sud de la ville.
L'Aldilonda a été inaugurée en décembre 2020.

## Noms de lieux du Vieux-Port

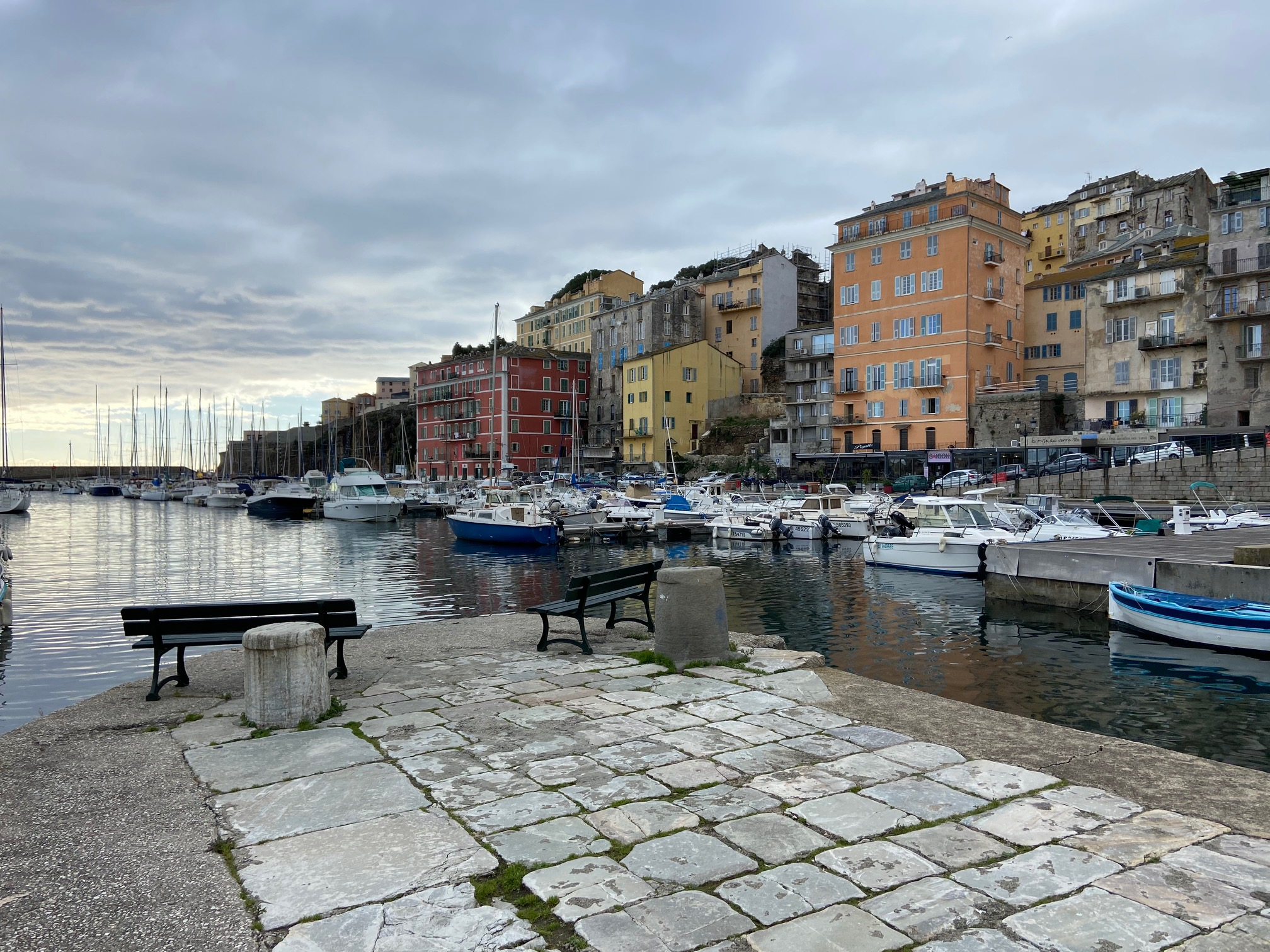
U Mulettu avec le quartier du Puntettu en arrière-plan

- A Marina
- U Mulettu
- U Puntettu
- U Molu à a Madunnetta
- U Molu di u Tragone
- A Sanità
- U Mughjò

## Le Vieux-Port dans la peinture
Le Vieux-Port est un thème d'inspiration de nombreux artistes peintures.

Quelques peintures du musée de Bastia
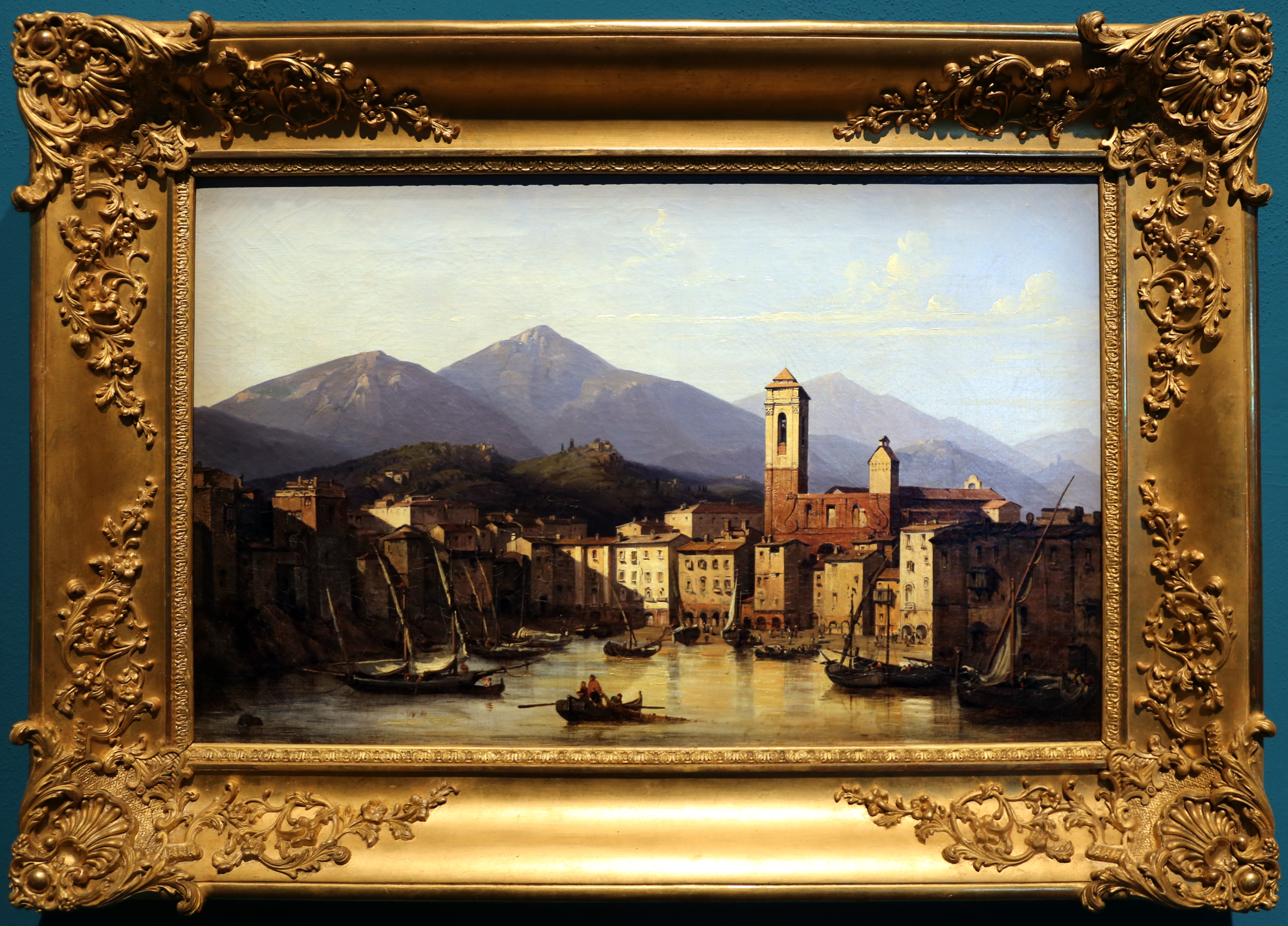
Vue du Vieux Port par Frédéric Bourgeois de Mercey (1839)
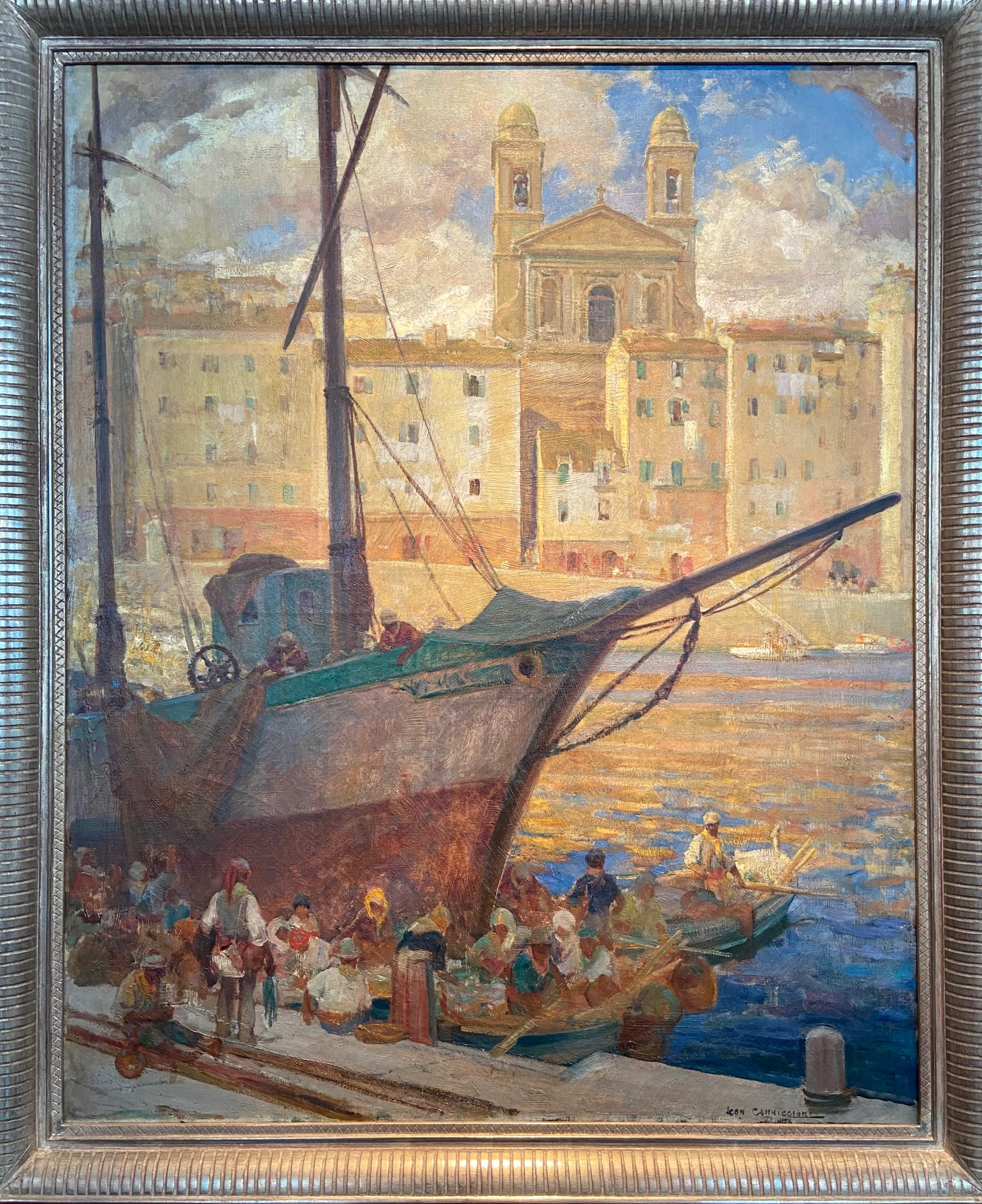
Vue du Vieux-Port de Bastia, Léon Cannicioni (1938)
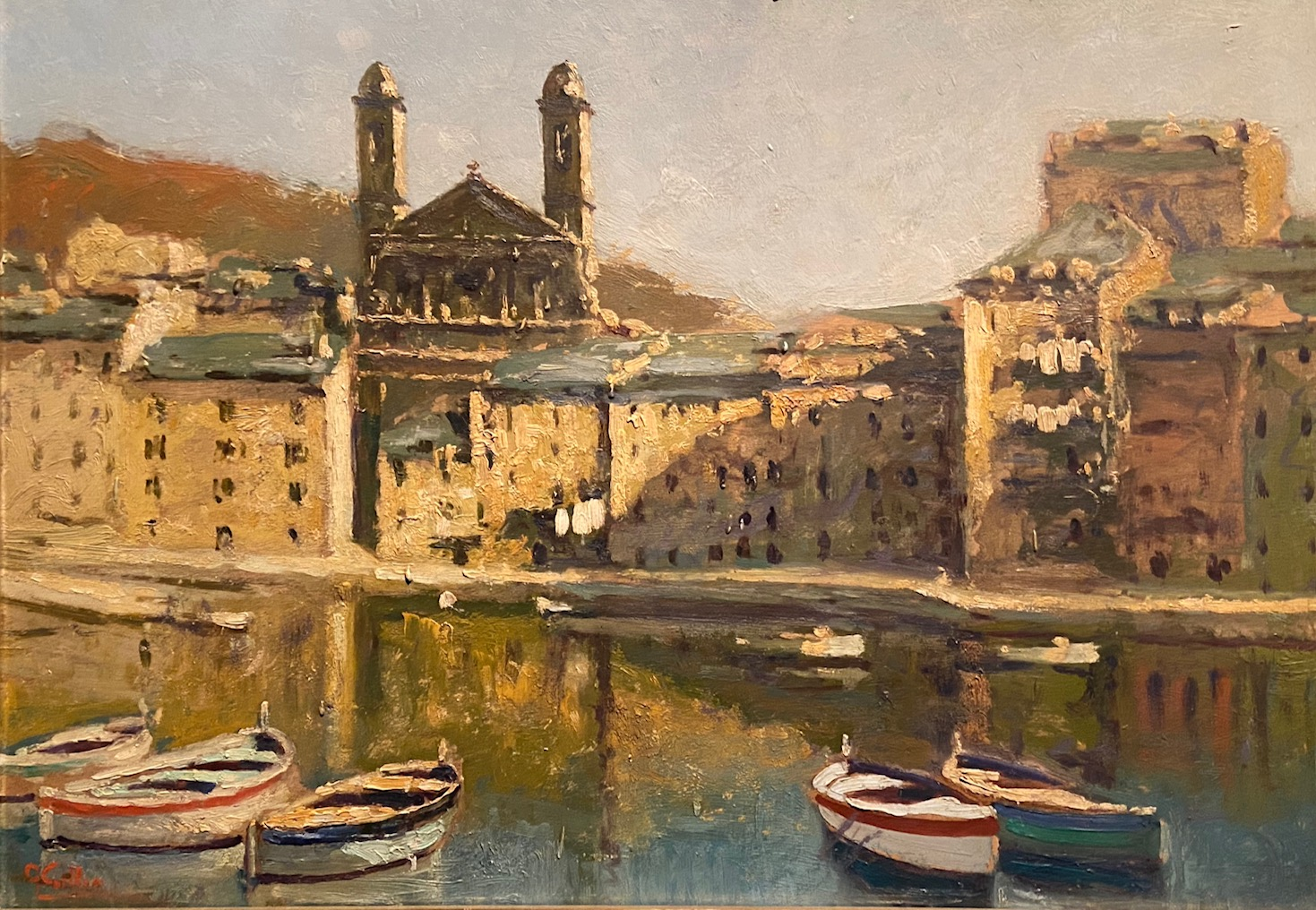
Vue du Vieux-Port de Bastia, Albert Gillio (2e quart du XXe siècle)
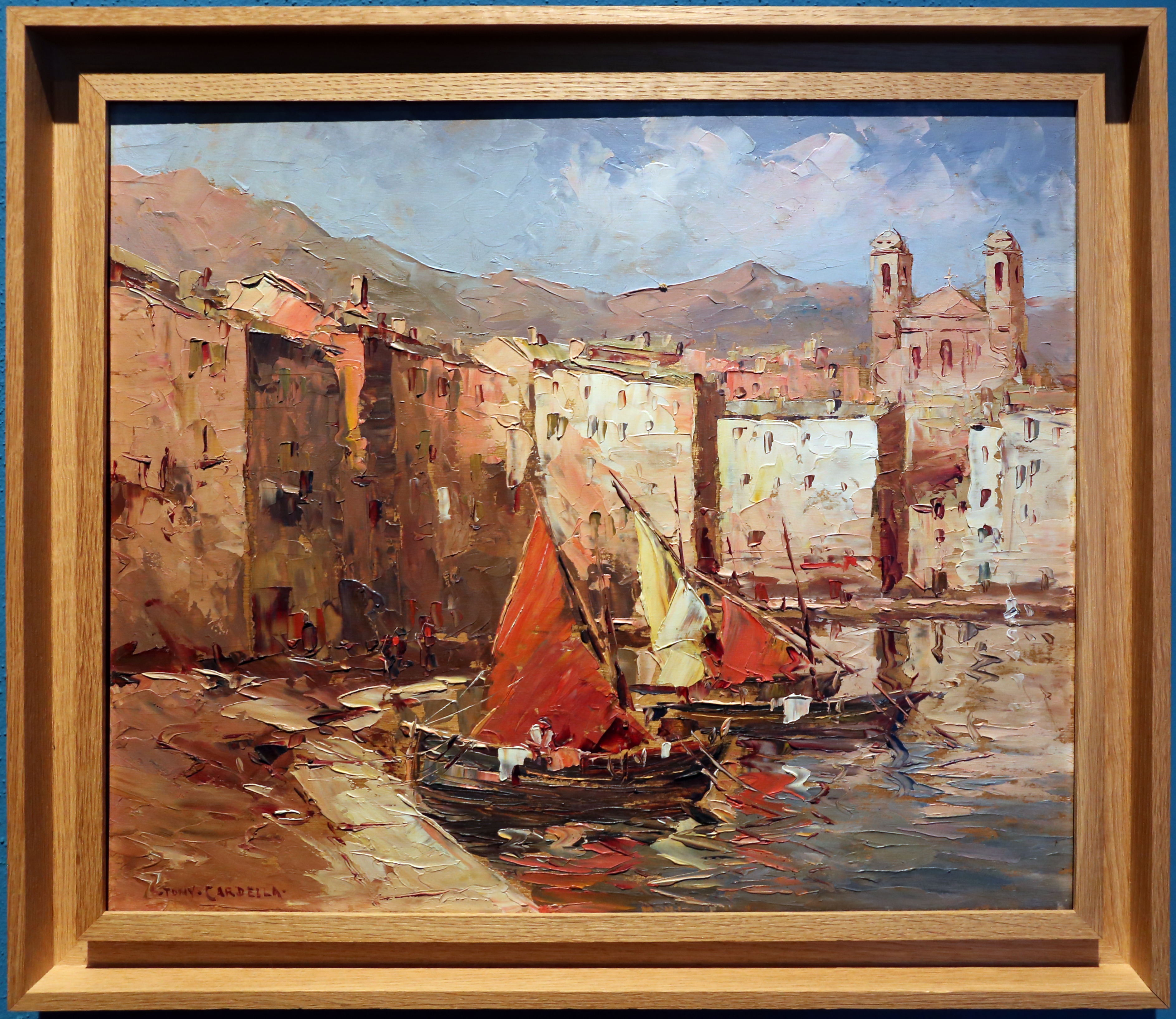
Vue du Vieux-Port de Bastia, Tony Cardella (1938)
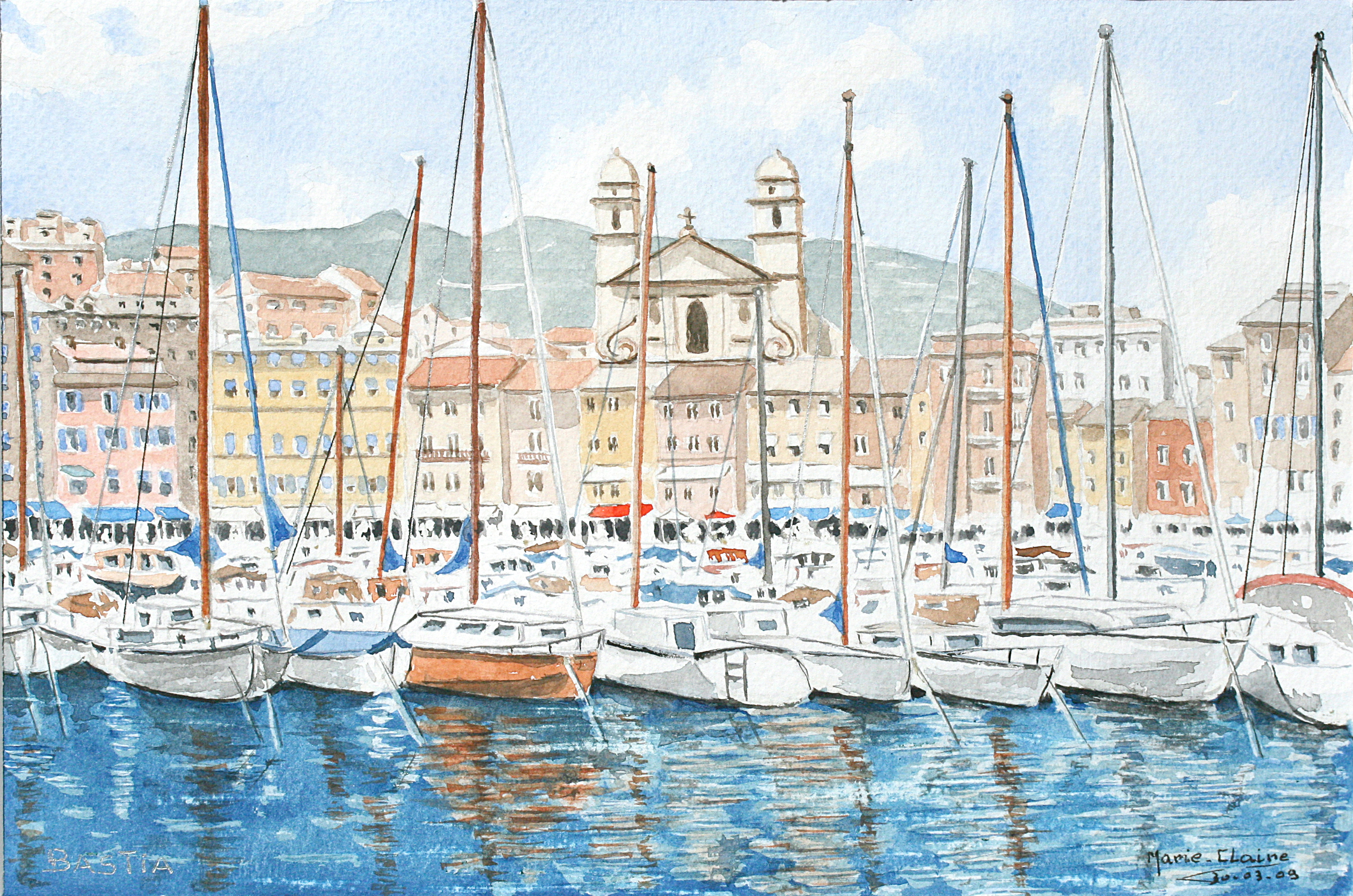
Le port de Bastia, Marie Claire (2009)

## Quelques lieux et monuments locaux
- U Puntettu
- Palais Caraffa
- Citadelle de Bastia
- Chemin de ronde de la Citadelle de Bastia
- Palais des Gouverneurs de Bastia (et musée de Bastia)
- Place du marché de Bastia
- Église Saint-Jean-Baptiste de Bastia
- Pro-cathédrale Sainte-Marie de Bastia
- Oratoire Saint-Roch de Bastia
- Église Sainte-Croix de Bastia
- Église de la Conception de Bastia
- Chapelle Notre-Dame de Monserratu
- Édifices religieux de Bastia
- Liste des monuments historiques de Bastia
- Liste des monuments historiques de la Haute-Corse